# 中華民國—美國關係史 (蔡英文時期)
本條目是中華民國（台灣）與美利堅合眾國在蔡英文擔任中華民國總統時，雙邊之關係史。

## 2016年

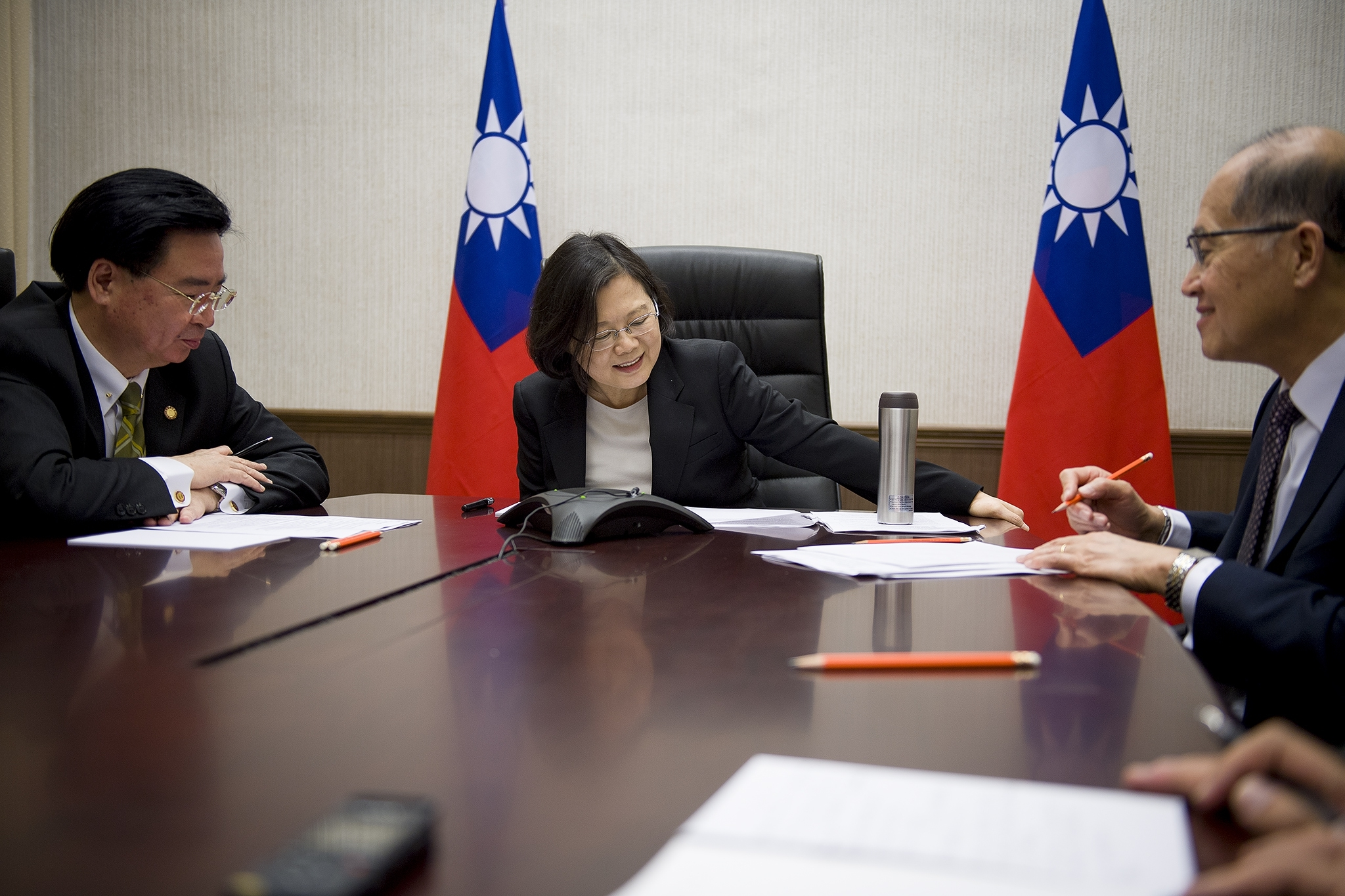
中華民國總統蔡英文在國家安全會議秘書長吳釗燮（左）、外交部長李大維（右）等人陪同下與美國總統當選人川普通話。

2016年1月16日，民主進步黨候選人蔡英文當選中華民國總統，美國白宮國家安全會議發言人柯更斯（Myles Caggins）、國務院發言人柯比分別發表聲明恭喜蔡英文贏得總統大選，也恭喜台灣人民再次展現了其活躍民主制度的力量。
2016年5月20日，總統當選人蔡英文、副總統當選人陳建仁宣誓就職，美國慶賀團團長為前貿易代表柯克，慶賀團成員包括前國務院副國務卿尼格羅龐提、美國在臺協會主席薄瑞光、美國在臺協會臺北辦事處長梅健華、前國務院副發言人容安瀾（Alan Romberg）。
2016年6月、12月，美國國務院東亞暨太平洋事務局主管澳洲、紐西蘭及太平洋島國事務副助卿暨APEC資深官員馬志修訪台。
2016年12月2日，總統蔡英文與美国总统當選人川普通話10分鐘，随后川普在Twitter發文表示：「臺灣總統今天打電話給我，祝賀我贏得總統選舉。謝謝！」；这是美國與中華民國兩國斷交以來首次元首級的致電，雙方就台美關係、國際地區情勢以及對台軍售交換意見，並互相恭賀當選總統一事。
2016年12月23日，美國總統歐巴馬簽署《2017財政年度國防授權法》成為法律；該法案首度納入美台高級軍事交流章節，未來美国国防部助理部長以上級別文官與現役軍官將可赴台交流，突破目前現役軍官與國防部副助理部長以上官員不得訪台的限制。根據參眾兩院最終通過版本「會議報告」中「美國與台灣之間高級軍事交流」章節，國防部長應該執行美台間高級軍官與資深官員交流計畫，旨在改善美台之間的軍事關係。

## 2017年
2017年1月11日，美国国务卿提名人提勒森於國會任命聽證會表示，美國依據《臺灣關係法》及「六項保證」對臺灣許下重要承諾，美國須重申並履行該承諾。提勒森以書面答詢時表示將繼續對臺軍售、臺灣人民為美國的友人，不應被視為談判籌碼、美國對臺灣具有法律承諾及道德責任，將努力維持兩岸經濟及軍事穩定；18日，國防部長提名人馬提斯亦於任命聽證會後以書面答詢表示，美國依據《臺灣關係法》確保臺灣能獲得數量足以使其維持充分自衛能力的防禦軍資及技術服務、將確保國防部與臺灣的對口單位維持密切與任務導向之交往，以提升其防衛能力及強化嚇阻能力，並將檢視臺灣參與雙邊及多邊演習的情形研議應否調整。
2017年1月20日，美國總統當選人川普、副總統當選人彭斯宣誓就職，中華民國慶賀團團長為前行政院長游錫堃，慶賀團成員包括台中市長林佳龍、嘉義縣長張花冠、國家安全會議諮詢委員童振源，以及數名立法委員。
2017年3月23日，川普上任後，美國首度召開抗伊斯蘭國（IS）聯盟部長級會議，由國務卿提勒森主持，中華民國駐美代表高碩泰受邀出席，與其他67個國家代表現身國務院，拍照時國務院則以「台灣」為名標註高碩泰位置，此外中國大陸未參與此抗IS聯盟。
2017年5月22日，美國衛生部長普萊斯在世界衛生大會（WHA）的發言中提到台灣，他說到世界衛生組織（WHO）曾經取得許多卓越成績，而與所有國家一起合作相當重要，因此美國對於WHA今年沒有發給台灣以觀察員參與的邀請函表示失望，美國也認為不應該把台灣排除在WHO之外。21日，普萊斯先與中華民國衛生福利部長陳時中舉行雙邊會談。
2017年5月25日，中華民國國軍「漢光演習」結束後，中華民國海軍陸戰隊有一個排前往美國夏威夷，與美軍太平洋司令部所屬的美國海軍陸戰隊，混合編隊進行為期2周的連級戰鬥作戰訓練。是美國與中華民國斷交後國軍首次以一個完整排級編制與武器裝備的地面部隊，踏上美國本土與美軍進行協同作戰訓練。
2017年5月27日，美國眾議院軍事委員會主席托恩柏利提出《強化亞太區域安全法》，法案明定美國應依法對台軍售，擴大美台軍事人員交流，以提升不對稱戰力。
2017年6月3日，美国国防部长馬提斯於新加坡舉行的「香格里拉對話」演講時表示，國防部將持續與臺灣及其民主政府合作，基於美國在《臺灣關係法》的義務，提供其防衛性武器，是因為美國支持任何問題應在海峽兩岸人民同意下和平解決。
2017年6月16日，美國眾議院外交委員會亞太小組無異議通過《台灣旅行法》草案，草案指出國會認為「美國政府應鼓勵美國和台灣各層級官員的互訪」，若草案最終在聯邦參眾兩院都通過，美台間的高層政府官員互訪有望解禁。
2017年6月28日，美國參議院軍事委員會通過《2018財政年度國防授權法》草案，其中包括重啟美軍艦定期停靠高雄港或台灣其他適當港口，及允許美軍太平洋司令部接受台灣進港停泊請求，也指示五角大廈協助台灣發展「包括載具和水雷在內的國造水下作戰能力」，並要求加強戰略合作，草案將送交參院全院審議。7月15日，美國眾議院通過法案；此外，眾議院外交委員會亞太小組主席游何提出另一項修正案，以國會決議方式要求美國將移轉防禦武器及服務給台灣正常化。9月18日，美國參議院通過法案，兩院最終要協調出同一版本，送白宮由美國總統簽名，才會生效。12月12日，美國總統川普簽署生效《2018年國防授權法》，其中對台政策包括美國應該邀請台灣軍隊參與類似「紅旗演習」等軍事演習、美國應執行美台軍官與資深官員間的交流計畫以改善兩軍關係、支持擴展以台灣人員在美受訓或與美軍共同受訓的交流項目、考慮重新建立美台海軍艦艇互訪的適當性與可行性，可望強化台美軍事交流。
2017年6月29日，美國總統川普首次對臺軍售，總值約14.2億美元。
2017年7月，前監察院長錢復訪問美國，就有關台灣安全議題與美方官員交換意見時，美方官員直言台灣的安全必須要靠自己，台灣的募兵制政策是錯誤的，應考慮恢復徵兵制。8月，美國國防部亞太事務代理助理部長海大衛亦指出，台灣需檢視人力資源，包括志願役與義務役的混合，現役軍人與後備軍人如何達到適當平衡。
2017年7月24日，美國共和黨參議員柯頓與賈德納共同提出《台灣安全法》（Taiwan Security Act）草案，確保美台互惠互利的安全關係外，也加強彼此外交與經濟的連結，並促進台灣的國際地位。11月7日，共和黨眾議員麥考克與畢廷澤亦提出《台灣安全法》草案呼應。
2017年7月28日，美國眾議院外交委員會的亞太小組無異議通過提案，協助台灣再次取得WHA觀察員身分。9月26日，外交委員會主席羅伊斯會晤WHO幹事長谭德塞，明確促其邀請臺灣參與2018年WHA及出席各項WHO技術性會議。9月28日，該提案獲得外交委員會審議通過。
2017年9月10日，中華民國軍方表示已獲邀觀摩美軍2018年6月主辦的「黑鏢演習」，將派出四人小組與各國代表共同在美國艾格林空軍基地觀摩美軍反制各種無人機的實兵演練。
2017年11月11日，總統府資政宋楚瑜代表總統蔡英文出席亞太經濟合作會議領導人非正式會議，並與美國總統川普握手寒暄。宋楚瑜在8日先與美国国务次卿向農舉行雙邊會談。

## 2018年
2018年1月至2月，《台灣旅行法》先後於眾、參兩院獲全票通過。3月16日，美國總統川普簽署生效。
2018年3月，美國國務院東亞暨太平洋事務局澳洲、紐西蘭及太平洋島國事務副助卿暨APEC資深官員馬志修、亞太事務副助理國務卿黃之瀚訪台。
2018年3月27日，總統蔡英文接見抵台訪問的美國聯邦眾議院外交事務委員會主席羅伊斯，除了感謝羅伊斯促成加州安大略國際機場與臺灣桃園國際機場的直航班機外，也感謝他支持《台灣旅行法》。此行也會見立法院長蘇嘉全，並獲頒立法院國會外交榮譽獎章，感謝羅伊斯對促進台美關係與兩國國會外交的重要貢獻，這也是美國國會議員獲頒這項獎章的第一人。先前於2017年9月1日，總統蔡英文頒授特種大綬景星勳章給予羅伊斯。
2018年4月12日，美國國務卿提名人蓬佩奧在國會任命聽證會上表示，美國對台軍售非常重要，美國歷屆政府不分黨派都在美國的一個中國政策下提供台灣必要的軍備；中華民國外交部北美司長陳立國於3月表示，中央情報局長蓬佩奧在擔任聯邦眾議員期間對台灣非常友好，在蔡英文2016年贏得總統大選後，便發表聲明和推文祝賀。而且，蓬佩奧在聯邦眾議院投票支持台灣以觀察員身分參與國際刑警組織和國際民航組織的相關法案。
2018年4月25日，中華人民共和國民航局致函給多家美國的航空公司，要求網頁、文宣等如何標註台灣、香港、澳門，以符合中國共產黨的標準。5月5日，白宮新聞秘書室發布聲明表示，美國強烈反對中國試圖強迫私人企業使用特定政治性用語，並稱中方的要求是「歐威爾式的謬論」（Orwellian nonsense），呼籲中方停止脅迫美國的航空公司與人民。5月24日，布吉納法索與中華民國斷交。25日，美國國務院發言人表示，「中國正在改變臺海現狀，破壞數十年來得以維持和平、繁榮與發展的架構。」國務院並對布吉納法索的決定表示失望。
2018年5月，美國在台協會臺北辦事處（AIT/T）在Facebook發文表示，美國強烈支持臺灣以觀察員身分參與世界卫生大会（WHA）。AIT/T發言人游詩雅（Sonia Urbom）亦表示，對於中國再次阻撓臺灣參與感到非常失望；此外，172名美國眾議員致函世界衛生組織（WHO）呼籲邀請台灣出席WHA。
2018年5月25日，美國共和黨參議員賈德納與民主黨參議員馬基提出《2018年台灣國際參與法》草案（Taiwan International Participation Act of 2018），強化台灣的國際地位並協助參與國際組織。
2018年6月2日，美國國防部長馬提斯在新加坡舉行的「香格里拉對話」演講中表示，美國會依據《台灣關係法》繼續為台灣提供防衛性武器，以供台灣安全的保障，反對所有單方面改變現狀的行動，並將繼續堅持主張任何分歧的解決都必須根據台灣海峽兩岸人民的意願。
2018年6月12日，美國國務院教育暨文化事務局助理國務卿羅伊斯、美國在台協會主席莫健、台北辦事處長梅健華、國務院海外建築業務局代理局長默色（William Moser）、聯邦眾議院台灣連線共同主席哈博等人出席美國在台協會台北辦事處新館落成典禮，與中華民國總統蔡英文一起揭幕。
2018年7月24日，中華民國駐美代表高碩泰出席美國國務院舉行的首屆促進宗教自由部長級會議（Ministerial to Advance Religious Freedom）。
2018年8月13日，總統蔡英文出訪邦交國巴拉圭與貝里斯，此次出訪是美國總統川普於3月16日簽署《台灣旅行法》後的首次過境美國，並有三項突破：首次以中華民國元首身份前往駐美國的官方單位、參訪美國聯邦機構以及全面解除以往過境期間新聞採訪的管制禁令。美國在台協會前主席卜睿哲認為，此行所獲待遇稱不上「重大突破」，不過確實可看見美方藉此釋出的善意；據《美國之音》報導，卜睿哲指出：「要我解讀蔡總統這次過境得到的待遇，我會說，這些是逐步性的改善（incremental improvements）。」
2018年8月21日，薩爾瓦多與中華民國斷交。24日，白宮在聲明中指出，「薩爾瓦多執政黨左翼民族解放阵线的領導人在卸任前幾個月以不透明方式做出這一決定，將影響未來數十年，它不只影響薩爾瓦多，也影響整個美洲地區的經濟健康與安全。」「中國明顯干涉西半球國家內政，美國嚴重關切薩爾瓦多政府對此的接受程度，這將導致美國重新評估與薩爾瓦多的關係。」白宮這項聲明相當罕見，因為美國過去甚少由白宮出面發表對台灣外交的意見。9月7日，美國國務院發言人發布聲明，國務院已召回駐多明尼加大使、駐薩爾瓦多大使、駐巴拿馬臨時代辦，商討這些國家與台灣斷交的決定。
2018年8月24日，退輔會主委、退役陸軍上將邱國正參與美國退伍軍團協會年會，並在8月30日獲美國陸軍戰爭學院選入名人堂，創下中華民國軍官進入該院名人堂的首例。30日，衛福部長陳時中與美國衛生部長阿扎在美國華府會面，是首次台灣衛生首長進到華府，亦是《台灣旅行法》通過後首位進到華府的部長級官員。
2018年9月1日，立法院院長蘇嘉全代表臺灣政府出席參議員麥肯的葬禮期間，與美國眾議院議長瑞安會面，為兩國國會議長首次會面。瑞安作為眾議院議長，是美國政壇上僅次於總統和副總統第三重要的人物，因此亦是兩國斷交以來最高層級的官員會晤。
2018年9月24日，美國對台灣進行個案式出售戰機零件。10月11日，台灣記者向美國國防部亞太安全事務助理部長薛瑞福問道，美國過去宣布對台軍售的方式多是「包裹式」整批宣布，未來是否預期會有所改變；薛瑞福回應：「我們（美國）會朝向（與台灣）發展更常態化的外國軍售（Foreign Military Sales）關係。」
2018年9月25日，美國國務院亞太局副助卿兼APEC資深代表馬志修訪台。
2018年10月4日，美國副總統彭斯在美國華府智庫哈德遜研究所發表演說，其中兩度提到台灣受到中國打壓，分別為台灣友邦被利誘斷交以及航空公司被要求更改台灣名稱，他亦表示儘管美國政府將遵守「中美三個聯合公報」和《台灣關係法》反映的一個中國政策，美國始終相信台灣擁抱民主為所有華人指出了一條更好的道路。中華民國總統府對於彭斯的演說表示感謝。
2018年10月16日，美國國務院民主、人權暨勞工事務局副助理國務卿巴斯比（Scott Busby）訪台。
2018年11月，在國際刑警組織（INTERPOL）召開大會前，美國國務院與司法部分別公開表達支持臺灣有意義參與INTERPOL的立場。
2018年11月5日，美國國務卿蓬佩奧宣布美國將給予中國、印度、義大利、希臘、日本、韓國、台灣和土耳其在伊朗制裁措施保有六個月的短期豁免，並在解說細節時提及到「這八個國家」；11月7日，中共中央政治局委員、中央外事工作委員會辦公室主任楊潔篪表示希望美國遵守一個中國原則和「中美三個聯合公報」規定，同日美國國務院伊朗事務特別代表霍克被問到蓬佩奧視台灣為一個國家的言論是否為口誤時回應美國的政策沒有改變，「美國仍然遵守美國的一個中國政策、三個聯合公報，以及我們基於《台灣關係法》的責任。」；11月9日，蓬佩奧與美國國防部長馬蒂斯、楊潔篪與中國國防部長魏鳳和在美中外交與安全對話（D&SD）會後召開聯合記者會，蓬佩奧發言表示：「關於我們與民主台灣的堅強關係，我重申美國政策沒有改變，我們也關切中國不斷增加的作為，脅迫其他國家壓迫台灣的國際空間。」
2018年11月16日，美國之音記者訪問美國副總統彭斯時問道，彭斯曾讚揚台灣擁抱民主，美國是否有計劃協助台灣擴大國際空間；彭斯回覆，川普政府與美國國會都曾對此表達過看法，即使美國持續遵守一個中國政策，也將充分遵守與台灣的各項協議和條約。
2018年12月4日、12日，美國參議院和眾議院一致表決通過《2018年亞洲再保證倡議法》，內容包括重申美國基於《台灣關係法》、「中美三個聯合公報」以及「六項保證」履行對台灣的安全承諾，反對改變台海現狀，支持以台海兩岸都能接受的和平方式解決問題，籲請美國總統定期對台軍售，並依據《台灣旅行法》鼓勵美國資深官員訪台，以及肯定美國與台灣等區域夥伴交往的價值。12月31日，美國總統川普簽署生效；其在總統聲明提及，關於台灣的部分，他認同國會對於維護美國安全與實力的目標，但相關法案涉及美國對外軍事與外交事務，川普政府認為這是美國總統作為三軍統帥專屬的憲政職權。

## 2019年
2019年1月2日，中國共產黨中央委員會總書記習近平在《告台灣同胞書》發表40週年紀念會上提出包括堅持一個中國原則、探索一國兩制台灣方案等5項對台原則，並重申不承諾放棄對台使用武力。中華民國總統蔡英文隨即回應，絕大多數台灣民眾反對一國兩制，這也是台灣共識。美國國家安全會議發言人馬奇斯（Garrett Marquis）在Twitter發文表示，美國反對威脅或使用武力迫使台灣人民，任何解決兩岸分歧的辦法都必須是和平的，必須以雙方人民的意願為基礎，隨後他轉推《華爾街日報》報導蔡英文回應的文章，並再度表示北京應該停止脅迫，恢復和臺灣民選政府的對話。
2019年1月15日，美國國防情報局發表《中國軍力報告》，文中提到中國對台政策的趨勢和軍事行動。同日中共中央軍委委員、聯合參謀部參謀長李作成上將在北京會見美國海軍作戰部長理查德森上將時聲明，台灣問題是中國的內政，不容任何外來干涉，“如果有人要將台灣從中國分裂出去，中國軍隊將不惜一切代價維護祖國統一”，理查德森回應美國反對北京或台北採取任何改變現狀的單邊行動；美國國防部發言人羅根表示，美國認為維持目前以規則為基礎的國際秩序是美國的根本利益所在，這種國際秩序其中的特色就是有一個堅強、繁榮和民主的台灣，美國仍維持《台灣關係法》、「三個美中聯合公報」以及「六項保證」之對台政策的連貫性，且仍堅守《台灣關係法》之下的對台承諾，堅定支持台灣的自我防衛能力並提供其防禦性武器，同時也會維持美國自身的能力以抵抗任何可能危及台灣人民安全、社會經濟制度的武力行動或其他形式的脅迫。
2019年1月18日，美國海軍作戰部長理查德森上將在日本東京受訪時表示，美國將台灣海峽視為國際水域的一部分而航行穿越。同日美國國防部亞太安全事務助理部長薛瑞福在日媒專訪時表示，中國對台政策有達成統一的目標以及強行統一的手段，台灣人民對於自身的前途應該有發言權，不應被強加特定的結果，美國基於《台灣關係法》會提供台灣安全保障援助。
2019年1月22日，美國眾議院以一致同意方式通過第353號法案，法案要求美國國務卿擬定策略，協助臺灣重獲世界衛生組織（WHO）觀察員身分。
2019年1月28日，美國國家安全顧問波頓針對委內瑞拉政局召開記者會，其採用的世界地圖看板分別用紅色和藍色標示著承認馬杜洛或瓜伊多的各國政府，中國便是紅色標示，台灣則是中立的白色。
2019年2月6日，中華民國駐美代表高碩泰出席美國國務院舉辦的打擊伊斯蘭國全球聯盟部長級會議，並代表台灣捐贈50萬美元給諾貝爾和平獎得主穆拉德創辦的「納迪亞倡議」。14日，高碩泰出席美洲國家組織舉辦的委內瑞拉人道危機全球會議，是與會人士中唯一的亞洲國家代表，並代表台灣提供價值50萬美元的人道援助。
2019年2月12日，美国印太司令部司令戴维森上將出席眾議院軍事委員會的聽證會，他在書面證詞提到美國和台灣維持實質且強勁的非官方關係以及共享的價值觀，美方持續支持以雙方民眾可接受的方式、範圍與速度和平解決兩岸問題，亦指出北京持續在國際上孤立與經濟限制台灣現況，對於中國在台海軍事集結、軍力不透明以及不願放棄武力犯台表達關切，並表示習近平所提出的「一國兩制」統一方針並未反映雙方意願，儘管台灣政府承諾「避免與中國對抗且將杜絕意外」，但鑑於雙方領袖的嚴厲言辭，兩岸局勢令人擔憂，印太司令部將持續與台灣軍方合作，確保台灣擁有可靠、具彈性與成本效益的自我防衛能力。
2019年2月19日，美國國務卿蓬佩奧在密克羅尼西亞領導人峰會中提及台灣是民主的成功故事、可靠夥伴和在世界上良善的力量，重申副總統彭斯肯定台灣的民主成就，亦表示美國尊重並支持相關國家持續支持台灣的決定。
2019年3月，總統蔡英文前往邦交國帛琉訪問，美國駐帛琉大使哈亞特出席帛琉總統的國宴與蔡英文的答宴，並與蔡英文握手致意、短暫交談。知情人士透露，這顯示台灣和美國相當程度的緊密關係，在印太地區的戰略架構中，台灣被看做是重要角色。在過境美國夏威夷時，夏威夷民防廳長暨國民衛隊司令羅根少將穿著軍服與蔡英文會面，這也是蔡英文首度在美國過境時與美軍將領會面；同月，桃園市長鄭文燦、基隆市長林右昌、台北市長柯文哲亦先後赴美。
2019年3月3日，中華民國外交部政務次長徐斯儉和美國國安會亞洲資深主任博明、大洋洲與印太安全主任葛瑞（Alexander Gray）在索羅門群島會面。
2019年3月10日，美國國際宗教自由無任所大使布朗貝克（Samuel D. Brownback）訪台。
2019年3月19日，中華民國外交部與美國在台協會宣布台美共同成立定期對話的印太民主治理諮商機制。
2019年3月22日，美國國務院東亞暨太平洋事務局首席副助理國務卿馬博智表示，美國的一中政策是建構於包括「美中三個公報」及「我們自己（美國）的《台灣關係法》」這些歷史文件上，這一架構40年來讓美國、台灣及中國都運作得宜，然而中國忙著改變這一帶來繁榮、穩定及和平架構的現狀，甚至有許多不尋常的情況出現，包括北京威脅要以武力犯台，積極試圖減少台灣現有的邦交國、國際空間及參與國際組織的機會，美國的主要期望是要見到對維持現狀的堅定承諾，為所有相關方帶來和平、穩定與繁榮，同時表示美國基於「美中三個公報」與《台灣關係法》的架構依循前例對台軍售，在提供台灣防禦軍需上一直是個有助益的夥伴。
2019年3月27日，美國國務卿蓬佩奧出席眾議院外交委員會，他對於台灣的外交和國際空間受到中國影響的質詢回應，美國正使用工具箱內的所有工具，例如使用經濟工具說服他國（與台斷交）並非正確的事，也使用外交、政治工具說服他國，告訴他們此事對美國而言重要，美國對台灣有所承諾將基於數十年來的長久政策處理這些問題，確保美方履行對台承諾。此外他對於《台灣旅行法》執行進展的質詢表示，必須關注到中國在區域所造成的挑戰，不久前美國軍艦通過台灣海峽，而《台灣旅行法》是重要的立法一環，接下來還會有許多作為；並強調美國了解美台關係的重要性，如今美國政府看待美台關係有比過去更完整的看法，美台關係無關乎美國兩黨的黨派立場，而是關乎中國對民主的持續發展所造成的風險，這讓美國關切。同日，美國國務院亞太事務助卿提名人史達偉出席參議院外交委員會，他指出北京試圖達成統一，但其方式違反過去與美方的協議，這包括「中美三個聯合公報」，並認為與中國的戰略競爭是全面長久的挑戰。
2019年3月27日，美國國務院國際組織事務局副助理國務卿庫克（Nerissa J. Cook）訪台。
2019年3月28日，美國印太司令部司令戴維森上將在眾議院軍事委員會的聽證會中以書面證詞表示，習近平提出「一國兩制」方案不是兩岸雙方意願；戴維森對於美國與台灣的軍事合作指出，印太司令部將聚焦於改善與台灣軍方的「聯合互操作性」（joint interoperability），改善台灣軍方的訓練與準備，並支持台灣的軍事及專業發展。
2019年3月31日，兩架中國人民解放軍空軍的殲11戰機飛越台灣海峽中線。美國國家安全顧問波頓在Twitter轉推美國福斯新聞對此事件的報導並發文表示，中國的軍事挑釁將無法贏得台灣任何民心，只會使各地珍惜民主的人們決心更加堅定，《台灣關係法》與美國的承諾明確；美國國務院副發言人彭瑞德在記者會中表示，美國反對任何一方改變現狀的片面行動，包括與武力或脅迫有關的任何事情，這種單方面改變現狀是有害的，無助於區域穩定，它破壞了幾十年來實現和平與穩定發展的架構，北京應該停止其脅迫行動，並與台灣民選政府恢復對話；美國國防部亞太安全事務助理部長薛瑞福表示，這次是共軍自2011年以來第一次飛越海峽中線，但一般認為上次是意外，這次則是有計畫的行動，目的在恐嚇台灣，美方表示反對；美國國防部發言人伊斯特本表示，美方反對任何一方旨在改變現狀的片面行動，北京試圖片面改變現況、破壞區域和平架構做法是有害的。
2019年4月9日，美國眾議院外交委員會表決通過「重新確認美國對台灣與對執行《台灣關係法》之承諾」與《2019年台灣保證法》兩決議案。美國國務院亞太事務局副助卿馬博智於華府智庫戰略與國際研究中心（CSIS）的聯合論壇表示，台灣的安全是印太地區安全的核心，美國有責任確保台灣防衛，並且重申支持台灣有意義參與各項專業國際組織；他指出中國正在改變現狀的多項事件，同時讚揚台灣在全球的關鍵戰略議題中及時採取行動，時常援助需要幫助的人群與國家，支持宗教自由等共享價值觀，是印太地區的典範。同日，高雄市長韓國瑜訪問美國9天，並獲頒矽谷所在地聖塔克拉拉郡的榮譽市民，也是首位華人獲得此榮譽。
2019年4月10日，美國國務卿蓬佩奧出席參議院外交委員會，他承諾會全面履行《台灣旅行法》，以強化與台灣的夥伴關係，美國在台協會有很多的活動正在進行；還提及美國看到中國活動的增加，包括政治資訊戰與軍事行動，也看到中國如何對台灣更具侵略性的做法，每一次美中談話時都先從這些議題著手。13日，蓬佩奧出訪巴拉圭，他敦促各國提防中國等國家，並表示樂見巴拉圭與台灣保持溫暖關係。
2019年4月15日，前美國眾議院議長萊恩率團訪台出席《台灣關係法》40周年酒會，隔日出席台灣主辦的印太安全對話。同行人員包括國務院經濟與商業事務局副助理國務卿米德偉（David Meale）、國務院全球夥伴辦公室主任茨烏米斯（Constance Tzioumis）、環保署首席副助理署長西田珍（Jane Nishida）以及眾議院科學、太空和技術委員會主席強森等25名美國政要；5月8日，中華民國駐美代表處在美國國會山莊舉辦《台灣關係法》40周年酒會，美國內閣包括國務院國際組織事務局助理國務卿摩里、政治軍事事務局助理國務卿古珀、亞太事務局副助卿馬博智等多名國務院、國安會、國防部官員，以及美國國會包括眾議院議長裴洛西、參議院外委會主席里施、眾議院外委會主席英格爾等27名聯邦參眾議員出席。
2019年4月22日，美國農業部海外服務署署長艾斯里（Ken Isley）率團訪台，這也是農業部首度組團訪台。
2019年4月30日，美國參議院通過「重新確認美國對台灣與對執行《台灣關係法》之承諾」決議案。5月7日，美國眾議院無異議通過《2019年臺灣保證法》，同日眾院以414票贊成、0票反對、17票棄權通過「重新確認美國對台灣與對執行《台灣關係法》之承諾」；前者為要求對台軍售常態化、重啟美台貿易協定會談、支持台灣參與國際組織的法案，後者則是不具有法律效力的決議案。5月16日，中華民國國防部長嚴德發在接受立法委員質詢時說明，《2019年臺灣保證法》的重點是為了提升防衛戰力、強化交流、軍事常態化，並表示目前美國沒有把台灣納入雙邊或多邊軍事演習。
2019年5月，美國國務院對北韓事務高級官員藍墨客低調訪問台灣，與中華民國外交、國安官員會面討論朝鮮半島情勢，並尋求合作共同推進北韓無核化。前美國國防部長室中國事務主任包士可（Joseph Bosco）表示，台灣參與美國的防擴散安全倡議，也是國際社會防止大規模殺傷性武器擴散議題上的「積極夥伴」，曾經協助攔截過遭到聯合國禁運制裁的北韓船隻。美台應該在北韓核武及區域安全問題上有更多的討論，因為台灣能夠在美國印太戰略下扮演重要角色。
2019年5月13日，中華民國國家安全會議秘書長李大維訪問美國9天，在華府與美國國家安全顧問波頓會面，亦與美國政府官員共同會晤中華民國邦交國政府官員，皆創下兩國斷交後的首例；此外，與戰略暨國際研究中心、布魯金斯研究院、喬治城大學等智庫專研亞洲議題學者會面交換意見。
2019年5月14日，美國眾議院外交委員會在Twitter轉推中華人民共和國外交部質疑其通過和台灣相關的法案違反一個中國原則和「中美三個聯合公報」並發文回應，美國的一中政策不等於中國的一中原則，同時強調：「美國國會數十年來支持台灣，且會繼續履行《台灣關係法》與「六項保證」承諾...美國國會40年態度始終如一：台灣與其2,300萬人民是我們的民主夥伴，我們有鄭重承諾，是北京當局打壓台灣加劇，企圖破壞台灣民主而破壞現狀。」
2019年5月16日，美國國務院政務次卿黑爾與新任索羅門群島總理蘇嘉瓦瑞通話，討論兩國之間的雙邊關係，也談到和澳洲、紐西蘭、日本與台灣在內的其他民主政體建立夥伴關係，以推進自由開放印太地區的重要性；日前蘇嘉瓦瑞受訪表示會檢視和台灣之間的關係是否獲益，暗示兩國邦交可能生變。
2019年5月17日，美國眾議院台灣連線致函世界衛生組織呼籲邀請台灣出席世界卫生大会（WHA）。21日，美國衛生部長阿札爾在瑞士日內瓦出席WHA開幕式前表示「我們支持台灣取得先前在世界衛生大會所享有的身分」。阿札爾在大會發言則表示，美國對台灣再次未能如2009年至2016年時，以觀察員身分受邀參與大會感到遺憾，台灣的2,300萬人民應該得一個發聲的機會，就像其他任何人一樣。中華民國衛生福利部長陳時中並與阿札爾舉行會談。22日，美國參議院外交委員會通過要求國務卿研擬策略協助台灣重獲世界衛生大會觀察員身分的決議案。

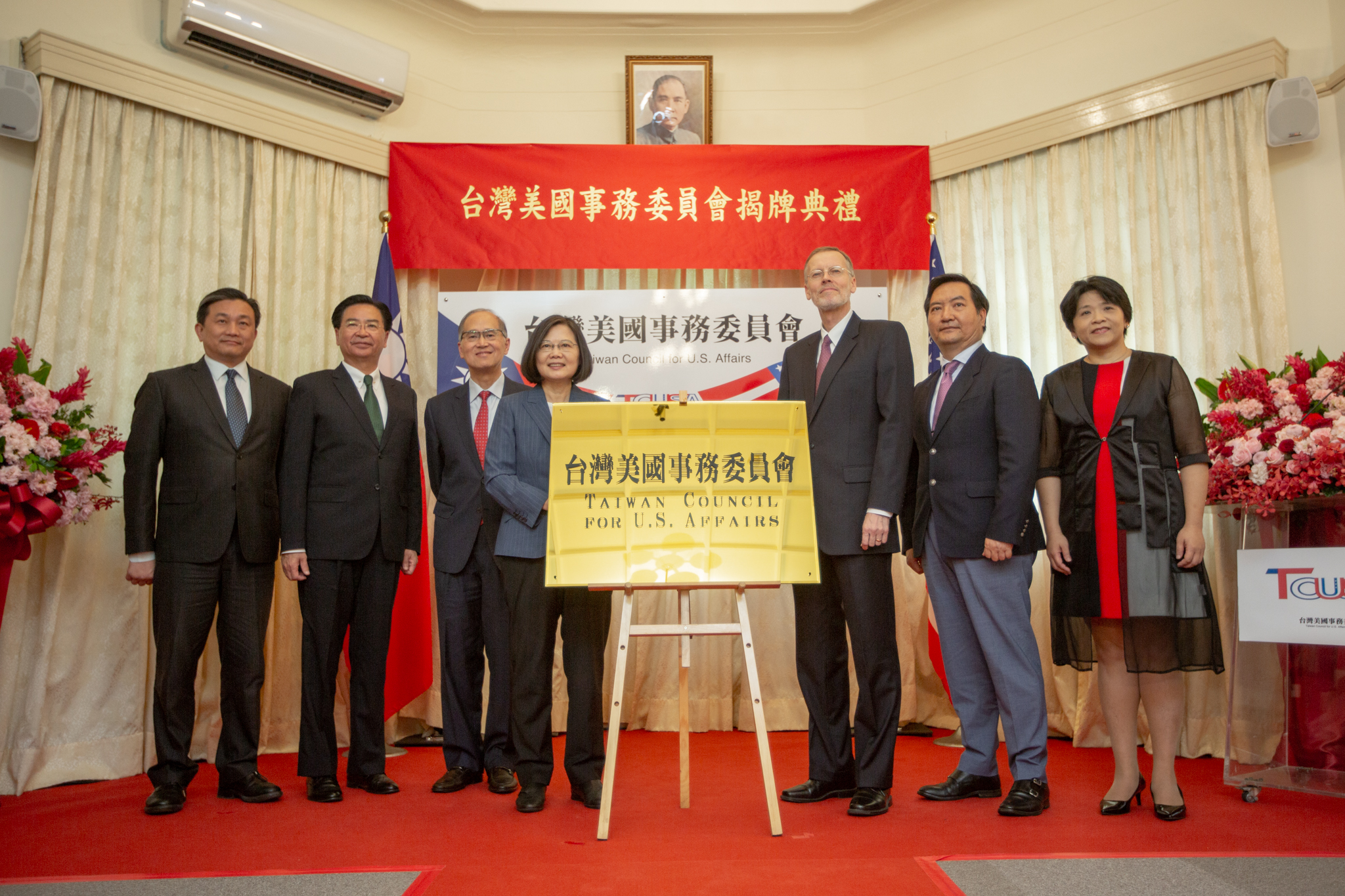
中華民國總統蔡英文（中左）與美國在臺協會臺北辦事處長酈英傑（中右）為臺灣美國事務委員會揭牌。

2019年5月25日，中華民國外交部宣布經與美方充分協調溝通後，決定將美國在台協會的對等機構「北美事務協調委員會」更名為「台灣美國事務委員會」，以明確反映台灣處理對美國事務代表機構的工作內涵。6月6日，中華民國總統蔡英文與美國在台協會台北辦事處長酈英傑共同主持更名揭牌儀式。
2019年5月30日，美國總統川普出席美國空軍官校畢業典禮，主持人在以「國家」介紹台灣時，赴美受訓的中華民國國軍人員起立並揮舞中華民國國旗。白宮事後在Instagram發文，並附上川普與畢業生合照，中華民國國旗就在旁邊。民主進步黨立法委員羅致政表示，這是美方故意以此來彰顯美國與台灣關係的友好。
2019年5月31日，美國國防部的「印太戰略報告」（Indo-Pacific Strategy Report）將台灣、新加坡、紐西蘭、蒙古國列為美國可靠的、有能力的及天然的伙伴，亦是美國必須在印太地區加強夥伴關係的4個「民主國家」。並指出在中國對台持續施壓之際，美台夥伴關係至關重要，美方將持續確保台灣維持足夠自我防衛能力。
2019年6月1日，美國國防部代理部長夏納翰在新加坡舉行的「香格里拉對話」中表示，美國持續履行在《台灣關係法》下的義務，提供台灣自我防衛所需的防衛武器與服務，這樣的支持使台灣人民能夠決定他們自己的未來，並強調美國主張不能以威嚇解決台海間的分歧，要符合兩岸人民意願。
2019年6月3日，美國印太司令部於夏威夷總部舉辦四天的太平洋兩棲領導人研討會（the Pacific Amphibious Leaders Symposium, PALS-19），台灣繼2015年後再次受邀出席此軍事研討會，會場內中華民國海軍陸戰隊隊旗與20個盟國隊旗併列。
2019年6月10日，美國聯邦調查局助理副局長阿貝（Paul Abbate）訪台，這也是聯邦調查局的高階官員首度訪台。
2019年7月，總統蔡英文前往中華民國在加勒比海的邦交國訪問，去程過境美國紐約，在駐紐約臺北經濟文化辦事處與中華民國的邦交國常驻联合国代表會面、出席台美企業高峰會、前往哥伦比亚大学舉行閉門演講、與眾議院議長裴洛西電話會談。回程則過境美國丹佛，與隨行的台灣記者舉行茶敘。蔡英文此行在兩地各停留兩天，有別以往中華民國總統過境美國一天後離境的慣例，加上美國放寬行程限制，被視為外交突破；同月，桃園市長鄭文燦訪美，會見眾議院議長裴洛西。
2019年7月2日，美國國務院國際組織事務局首席助理國務卿摩爾（Jonathan Moore）重申，美國支持兩岸維持現狀，包括維護台灣現有外交關係，改善台灣國際空間，民主是台灣最好的自衛防衛武器，中國將透過複雜的網路手段干預台灣重要的民主選舉，美國隨時準備協助台灣維持選舉完整性。他表示支持台灣加入非以主權國家為資格的國際組織，也支持台灣有意義參與須以主權國家為資格的國際組織，美國會盡一切努力協助台灣參與國際民航組織大會、國際刑警組織大會以及其他台灣可為國際體系做出貢獻的其他組織，國務院和司法部持續對國際組織內的合作夥伴呼籲不要向壓力屈服。
2019年7月7日、11日，美國國務卿蓬佩奧於致賀索羅門群島、吉里巴斯國慶的聲明中皆提及，樂見和美國及太平洋地區包括澳洲、紐西蘭、台灣與日本等其他民主國家（other democracies）致力推進自由、開放印太區域的共同願景。
2019年7月16日，美國國防部長提名人埃斯柏在參議院軍事委員會的任命聽證會提出書面證詞，表示將依循《台灣關係法》，支持對台提供防衛軍備與服務，其數量應能使台灣保持足夠自我防衛能力。對於中國未能放棄對台使用武力，以及中國解放軍增強在台灣附近的演習與行動表達深切關切。至於是否認為美國應該重新審視或改變一個中國政策，艾斯培則表示支持維護美國的一中政策。中華民國駐美代表高碩泰和無任所大使布興·大立出席美國國務院舉行的第二屆促進宗教自由部長級會議。
2019年8月6日，美國國務院政治軍事事務局助理國務卿古珀在Twitter公布與中華民國駐美代表高碩泰會面進行促進台海地區和平與穩定的政治軍事對話，並釘選此篇推文置頂一段時間。
2019年9月9日，美國國務院民主、人權暨勞工事務局副助理國務卿巴斯比（Scott Busby）訪臺，並出席全球合作暨訓練架構（GCTF）下的「培養媒體識讀以捍衛民主國際工作坊」以及首屆「印太民主治理諮商」。
2019年9月10日，美國駐巴布亞紐幾內亞、索羅門群島及萬那杜大使艾伯特格雷前往索羅門群島，會見索羅門群島總理蘇嘉瓦瑞討論美國在索羅門推動的援助計畫，並強調美國支持索羅門和台灣維持良好關係，還指出美國與台灣關係穩健、共享很多民主價值，亦認為台灣是索羅門的絕佳夥伴（exceptional partner）。11日，美國國防部印太安全事務首席副助理部長海大衛（David Helvey）在華府智庫「全球臺灣研究中心」（Global Taiwan Institute）致詞時提及中國在各項領域壓縮台灣的空間，並建議美國國防部應確實關切。17日，索羅門群島與中華民國斷交後，美國國務院表示深感失望，並指出期待經濟成長而與中國建交的國家，長期下來常會發現情況會更加嚴峻；美國在台協會亦表示，中國積極改變兩岸現狀，包含誘使各國與台灣斷交，這都是有害的，且破壞區域穩定，同樣對索羅門的決定深感失望；美國副總統彭斯取消原定於同月將與索羅門群島總理蘇嘉瓦瑞在聯合國大會的會晤。19日，美國國際開發總署亞洲局代理助理局長史蒂爾（Gloria Steele）在眾議院外交委員會對於2020年度是否會提供索羅門群島任何援款回答：「我們正在重新評估目前對索羅門群島的承諾。」美國國務院亞太助卿史達偉在參議院聽證會指出美國對於中國向台灣進行經濟脅迫、壓縮國際空間及掠奪邦交的作法表示關切，對此美國持續支持台灣維持足夠自衛能力，確保台灣維持有效嚇阻能力，並支持台灣參與世界衛生大會、國際刑警組織、國際民航組織等國際組織；同日，史達偉出席台灣農業採購團在美國國會山莊簽署農業採購合約的儀式，是美國亞太助卿首度在和台灣相關的活動公開亮相。
2019年9月20日，吉里巴斯與中華民國斷交，美國在臺協會表示，吉里巴斯與北京復交，「美國對此深感失望」，與中國建立緊密關係的國家，就是希望能刺激經濟與基礎建設的發展，但長遠來看往往每況愈下，中國誘使各國與台灣斷交，不僅傷害區域穩定，也破壞數十年維持和平、穩定及發展的架構，美國支持兩岸關係維持現狀。美國國務院亦表示深感失望，並提及正研議各種可能因應選項。美國國家安全會議表示，吉里巴斯決定放棄台灣轉而承認北京的做法，無助於印太區域的和平與穩定，也不會對吉里巴斯自身建立可持續、具主權的未來有所幫助。
2019年9月24日，美國總統川普在紐約聯合國總部主持「全球呼籲保護宗教自由」（Global Call to Protect Religious Freedom）活動，中華民國駐紐約辦事處處長徐儷文獲邀出席，行政院長蘇貞昌表示是中華民國在聯合國後首度有政府官方代表進入聯合國總部。
2019年9月26日，美國參議院外交委員會以口頭表決方式通過《2019年台灣友邦國際保護及加強倡議法》，簡稱《台北法》（Taiwan Allies International Protectionand Enhancement Initiative Act of 2019，TAIPEI Act），目的是協助台灣鞏固邦交。10月30日，參議院全院一致通過。31日，眾議院外交委員會亦針對眾議院版本的《台北法》表決通過後，將送至全院表決，再經參眾兩院協商最後共同版本並通過，由美國總統川普簽署生效，成為法律。
2019年9月26日，美國國務院亞太事務局澳洲、紐西蘭及太平洋島國事務副助卿暨APEC資深官員孫曉雅在眾議院聽證會表示，美方認為中國積極改變兩岸現狀的行為，包括誘使他國與台灣斷交，這都是有害的，破壞了區域穩定。她將以國務院APEC資深官員身分，在兩周內前往台灣；國防部印太事務助理部長薛瑞福則表示，近年來，中國對台灣的外交夥伴施壓，企圖換取其外交承認，台灣剩餘邦交國面臨巨大轉向壓力，包括帛琉及馬紹爾群島。27日，美國國務卿蓬佩奧在祝賀吐瓦魯41週年獨立紀念日表示「對於你（吐瓦魯）與澳洲、紐西蘭、台灣及日本等太平洋地區其他民主政體（democracies）合作，攜手推進我們對自由開放印太地區的共同願景所做的承諾，我們表示歡迎。」
2019年9月27日，美國公民及移民服務局在官網公布對持有台灣護照（顯示為“Republic of China”）的申請人入籍美國時，可以在N-400表格上註明「Taiwan」為國籍國，頒發此類申請人的入籍證書就會顯示台灣為原籍國，不會簽發顯示「Taiwan, PRC」、 「Taiwan, China」 、 「Taiwan, Republic of China」或「Taiwan, ROC」的證書，中華人民共和國（PRC）則是持有中國護照的申請人所使用的國家名稱。
2019年10月初，美國國務院、商務部及農業部聯名致函美國500大企業，強調美台關係緊密，並鼓勵美國企業加強與台灣的貿易及投資關係。
2019年10月7日，美國國務院亞太副助理國務卿孫曉雅訪臺，並出席首屆太平洋對話（Pacific Islands Dialogue），在致詞時強調「我今天在此代表川普總統與蓬佩奧國務卿啟動這項對話」。
2019年10月10日，中華民國駐美國代表處在雙橡園舉辦國慶酒會，美國眾議院議長裴洛西代表美國國會，以給「中華民國（台灣）總統蔡英文」的賀電表達祝福。裴洛西在文中表示，她很榮幸代表美國國會，在中華民國（台灣）第108個國慶日，向蔡總統和台灣人民致以熱烈問候。裴洛西說，美台在友誼、相互尊重與合作的基石上，有著數十年「不可動搖的紐帶」，關係堅定不移。
2019年10月16日，美國國防部印太安全事務助理部長薛瑞福和國務院亞太助卿史達偉出席聯邦參議院外交委員會檢視《亞洲再保證倡議法》成效的聽證會，他們皆強調會持續提供必要的對台軍售；17日，美國國務院西半球事務局代理助卿柯札克在Twitter公布，中華民國駐美代表高碩泰、美國國務院亞太副助卿費德瑋、西半球事務局首席副助卿鄭智允、白宮國安會官員以及美洲地區的台灣邦交國官員共同會晤，並認同台灣是一個可靠的合作夥伴，可提供符合國際標準的高質量基礎設施開發，尊重勞工權利並保護環境。
2019年10月18日，身兼中國國民黨總統參選人的高雄市長韓國瑜在高雄市政府會見美國在台協會主席莫健。韓國瑜在會後宣布，原訂兩周的訪美計畫，以選舉日程所剩不多為由取消。並表示「如果明年投完票，有可能的話會立刻去美國拜訪。」21日，美國國務院亞太助卿史達偉在華盛頓會見中華民國外交部政務次長徐斯儉。徐斯儉表示，中國大陸奪取台灣邦交國的做法不利於台海穩定，台美雙方正在商討如何合作鞏固台灣的邦交。至於美國對台灣選舉的關切，徐斯儉則說「美方希望台灣的大選，作為一個民主的故事能夠順利舉行，不希望受到外部干擾。」徐斯儉多次到訪華盛頓，但國務院將此次行程公開，較為少見。28日，國務院西半球事務局代理助卿柯札克在Twitter公布首席副助卿鄭智允在貝里斯與中華民國駐貝里斯大使陳立國會面的照片。同時表達美方對台貝建交30周年的祝賀之意，雙方並就台貝關係有所討論。此推文在29日由鄭智允的Twitter轉發，並加上「與陳大使相談甚歡」的文字。
2019年10月24日，美國副總統彭斯在美國華府智庫威爾遜中心發表演說，強調美國與台灣站在一起，川普政府為了捍衛台灣的自由而批准額外的對台軍售，並承認台灣是全球的主要貿易經濟體之一，更是中華文化與民主的燈塔，且重申美國基於「美中三公報」與《台灣關係法》的一中政策，同時提到中國透過金錢外交在過去一年誘使台灣兩個邦交國與台灣斷交轉向中國，以及中國擴大對台灣民主的施壓，對此呼籲國際社會必須謹記與台灣的往來並不會威脅和平，反而確保台灣以及區域的和平，美國始終相信台灣對民主的堅定，提供所有中國人民一條更好的道路。
2019年11月7日，美國駐巴貝多大使館在Twitter公布美國與台灣代表團訪問聖露西亞的訊息，照片中除了有中華民國駐聖露西亞大使沈正宗外，還有世界银行美籍代理执行董事貝特爾（Erik Bethel）、聖露西亞官員查爾斯（Nancy Charles）、美國國務院首席競爭官強斯敦（Corey Johnston）等人一同參觀美國企業投資的工廠。
2019年11月8日，美國國務院政治軍事助卿古珀指出台灣是非常可靠的安全夥伴，美國不會因制裁威脅而調整或背棄與台灣的安全夥伴關係。
2019年11月22日，英國《金融時報》發布報導，指出美國國防部東亞事務副助理部長柯海諾（Heino Klinck）訪問台灣，並與台方討論美方於中共對台軍事態勢上的關注，成為數十年來美國國防部訪台層級最高官員之一。
2019年12月2日，美國國務院亞太助卿史達偉被記者問到他已訪問日本等亞洲國家展現支持，是否計畫訪問台灣以展現美對台支持；對此，他並未回應是否有訪問台灣的規劃，僅提到美國信守《台灣關係法》與「美中三個公報」，他不會稱台灣為國家。

## 2020年
2020年1月2日，中華民國空軍救護隊一架UH-60M黑鷹直升機在新北市烏來區失事墜毀，包括參謀總長沈一鳴空軍上將等8人殉職。美國參謀首長聯席會議主席麥利發文表示「謹代表美國軍方同袍對此悲劇表示哀悼」，美國在台協會台北辦事處亦發文並降半旗致哀。14日，在空軍松山基地指揮部舉行公祭，美國現役空軍准將艾斯勒（Matthew C. Isler）身著西裝代表美國國防部，與美國在台協會台北辦事處長酈英傑一同致敬。
2020年1月11日，蔡英文連任中華民國總統，美國國務卿蓬佩奧在Twitter發表聲明「美國祝賀蔡英文博士（Dr. Tsai Ing-wen）在台灣總統大選中當選連任，台灣再次展現其蓬勃民主制度的力量。感謝蔡總統（President Tsai）的領導，建立強勁的美國夥伴關係。」國務院亦發表聲明表示「美國感謝蔡總統發展與美國伙伴關係的領導力，以及讚揚她在持續的壓力面前，維持兩岸穩定的貢獻。」聯邦眾議院議長裴洛西也對選舉結果表達祝賀之意。
2020年2月6日，候任中華民國副總統賴清德出访美国，创下1979年兩國断交以来在官方最高层级的访问纪录。期間拜訪參眾議院外交委員會，並與眾議院議長裴洛西交流，進入白宮國家安全會議会见官员，之後出席華府一年一度的國家祈禱早餐會，與總統川普及副總統彭斯同場。
2020年2月20日，總統蔡英文視導國家衛生研究院時，否認美国疾病控制与预防中心（CDC）認定，台灣等6個地區已經進入2019冠状病毒病疫情「社區傳播」階段，強調台灣不符合社區傳播要件；中華民國外交部亦根據目前的實際狀況要求美國改正。
2020年3月5日，美国众议院以415票贊成、0票反對，通過《2019年台灣友邦國際保護及加強倡議法》，簡稱《台北法》，敦促美國行政部門在適當情況並符合美国外交政策利益下，協助台灣鞏固邦交、參與国际组织。由於參議院在2019年10月30日通過的版本與眾議院版本略有不同，兩院必須協調出相同的版本，才能送交總統川普簽署成為法律。12日，參議院以一致同意方式通過眾議院修正過的參議院版《台北法》。27日，川普簽署生效。
2020年3月18日，中華民國外交部長吳釗燮與美國在台協會台北辦事處長酈英傑共同署名發布「台美聯合防疫夥伴關係聲明」。將在藥物、疫苗開發，以及各項防疫及抗疫措施方面加緊合作。在全球防疫抗疫物資發生缺料、搶料的情況下，美國已為台灣保留30萬件防護衣原料，而台灣在口罩產能穩定後，也計畫每週供應美國10萬片口罩。4月1日，中華民國總統蔡英文宣布捐贈1,000萬片口罩給疫情嚴重的國家；外交部指出，其中700萬片給歐盟成員國以及瑞士與英國、300萬片給美國（包括每週10萬片，再捐贈200萬片）、100萬片給中華民國的邦交國。4月3日，美國國安會透過Twitter對於台灣援助醫療物資表示感謝。4月8日，美國國務卿蓬佩奧透過Twitter稱讚台灣是「真朋友」、「世界防疫楷模」。中華民國外交部也將再捐贈100萬片口罩給美國疫情特別嚴峻的州。
2020年3月31日，中華民國外交部官員及駐美代表處代表與美國國務院官員及在台協會處長召開虛擬論壇，討論創建關於2019冠状病毒病防疫的論壇，與世界各國分享備受國際讚譽的「台灣模式」（Taiwan Model）。
2020年4月15日，白宮新聞稿在說明美國追究世界卫生组织（WHO）因應2019冠状病毒病疫情的責任時提到，台灣在發現病毒有人傳人的相關報導後曾向WHO通報，但WHO卻未將這份資訊對外公開。17日，美國總統川普在Twitter中亦質疑WHO為何忽略台灣衛生官員在（2019年）12月底警告2019冠状病毒病可能存在人傳人的電子郵件。
2020年4月27日，中華民國衛生福利部長陳時中與美國衛生暨公共服務部長阿札爾舉行雙邊電話會議。陳時中對於美國與台灣合作對抗2019冠状病毒病疫情及堅定支持台灣參與WHO表示感謝，阿札爾則重申美國將持續全力支持台灣擴大參與WHO與全球衛生事務。5月8日，行政院副院長陳其邁與衛生暨公共服務部副部長哈根線上對談，討論防疫合作與台灣參與WHO議題。
2020年4月29日，美国太平洋空军與18個國家召開視訊會議，由司令布朗上將主持，主要針對2019冠状病毒病疫情因應作為，以及後2019冠状病毒病時期的交流與訓練等進行討論，中華民國空軍亦受邀參與，由韓國空軍拍攝空軍參謀總長元仁哲上將參與視訊的畫面，可見到中華民國國旗與其他國家國旗並列呈現。據了解，這並非台灣首次參與跨國軍事視訊會議，顯見交流已有一定基礎。5月1日，美國空軍第56戰機聯隊與第944戰機聯隊的7架F-35A與7架F-16，以及第161空中加油聯隊的KC-135，組成空中分列編隊飛越都會區的11個城市，以表彰第一線從事新冠肺炎防疫人員。中華民國空軍駐美第21戰機中隊與新加坡空軍的F-16戰機亦參與其中。
2020年5月2日，美國常駐聯合國代表團透過Twitter表示，联合国成立目的是提供一個容納所有聲音、歡迎多元意見與觀點並推廣自由的場域。代表團指出「禁止台灣踏入聯合國場所不只冒犯驕傲的台灣人民，更有辱聯合國自身原則。」並在推文最後，加註「#TweetForTaiwan」（推文挺台灣）的標籤。國務院國際組織事務局也透過Twitter，連發5則推文支持台灣參與世界卫生大会（WHA），並在每則推文最後也加註「#TweetForTaiwan」的標籤；中華民國外交部表示，感謝美國國務院與眾多美國友人對台灣爭取參與WHO的堅定支持與協助，此創意做法有助國際社會廣泛瞭解並更加重視將台灣納入WHO的必要性與急迫性。6日，美國國務卿蓬佩奧呼籲世界各國，支持台灣以觀察員身分參與WHA與其他相關聯合國活動，並要求WHO秘書長谭德塞發邀請函給台灣，強調「譚德塞有權力這麼做，他的前任官員過去多次這麼做過。」9日，美國參、眾議院外交委員會主席致函55國政府，呼籲支持台灣參與WHA，這是美國國會首度為支持台灣參與WHA直接致函外國政府。
2020年5月7日，在美國與日本領銜下，加拿大、英國、法國、德國、澳洲與紐西蘭駐日內瓦聯合國大使，向WHO對外關係執行主任艾里森與首席法律顧問索羅門（Steven Solomon）發出外交照會，敦促接納台灣成為WHA觀察員。11日，中華民國外交部長吳釗燮證實，美國與其他理念相同的國家雖然都支持台灣以觀察員身份參與WHA，「但美方認為現階段不適合由他們提案討論，因此今年還是由我國友邦向世衛提案讓台灣參與WHA。」
2020年5月15日，在美國強力支持下，台積電宣布將投資約120億美元，在亞利桑那州興建5纳米制程先進晶圓廠。美國國務卿蓬佩奧表示，這項投資案將強化美國與台灣的關係，並將提升美國的經濟獨立性。州長杜瑟亦表示台積電設廠是亞利桑那州的重大新聞，具有世界級的重要性。
2020年5月18日，美國國務卿蓬佩奧透過聲明稿，譴責中國因為政治因素將台灣排拒在WHA之外；美國衛生暨公共服務部長阿札爾則在WHA表示，台灣作為觀察員參與WHA非常重要，台灣2,300萬人的健康，不能為了政治被犧牲。
2020年5月20日，中華民國總統蔡英文就職第二個任期，美國國務卿蓬佩奧、眾議院議長佩洛西、參議院臨時議長葛雷斯利、亞太助卿史達偉、副國安顧問博明和前副總統拜登等政要發表聲明祝賀。
2020年7月1日，中華民國與索馬利蘭互設代表處。9日，白宮國家安全會議在Twitter發文表示「很高興看到台灣在這個有大量需求的時刻，與东非的交往更進一步。台灣在健康、教育、技術協助與很多地方都是很棒的夥伴。」
2020年7月8日，中華民國駐美代表高碩泰即將卸任，與美國國務院亞太助卿史達偉會晤。24日，新任駐美代表蕭美琴抵達美國履新，亦與史達偉會晤。
2020年7月24日，美國國務卿蓬佩奧在尼克松总统图书馆暨博物馆發表題為《共产中国与自由世界的未来》演說，其中提到「我們將台灣友人邊緣化，而台灣後來發展成蓬勃的民主。我們給了中共和它的政權特別經濟待遇，卻只見中共要求西方企業對它侵害人權一事保持緘默，做為進入中國的代價。」28日，美國與澳洲舉行第30屆外交部长暨国防部长諮商會議（AUSMIN），會後發表的《聯合聲明》中，重申台灣在印太地区扮演的重要角色，兩國也表達與台灣維繫強健非官方關係的意願，以及支持台灣參與國際組織的一貫立場。
2020年7月30日，前中華民國總統李登輝逝世，美國國務卿蓬佩奧發表聲明以「台灣首任民選總統」稱呼李登輝，並表示作為台灣首任民選總統，李登輝協助結束幾十年的威權統治，開創經濟繁榮、開放與法治的新時代。大膽的改革發揮關鍵性作用，將台灣轉變為今日民主燈塔，也鞏固了美台間深厚的友誼；美國在台協會台北辦事處也自31日起降半旗3日表示哀悼。
2020年8月9日，美國衛生暨公共服務部長阿札爾率團搭乘美國空軍C-40B行政專機抵達臺北松山機場，展開對臺灣的訪問行程，就美國總統繼任順序而言，是1979年斷交以來訪臺層級最高的美國內閣閣員。同行人員包括美國在台協會主席莫健、美國疾病管制與預防中心首席醫療官沃爾夫（Mitchell Wolfe）、衛生部幕僚長哈里森、衛生部全球事務辦公室主任格里格斯比（Garrett Grigsby）等人。阿札爾在總統府與總統蔡英文會面時，疑似將「蔡總統」（President Tsai）講成「習總統」（President Xi），阿札爾後來表示，他在致詞時提到蔡總統5次，其中1次是「意外發音失誤」，但他很確定，蔡總統並未感到冒犯，因為他是無意的。阿札爾此行也與衛生福利部長陳時中見證簽署《台美醫衛合作瞭解備忘錄》，以及與外交部長吳釗燮舉行雙部長會談、與副總統賴清德午宴、在國立臺灣大學公共衛生學院演講、弔唁故前總統李登輝、參訪國立故宮博物院與口罩工廠。阿札爾等人於12日搭乘行政專機離台。
2020年8月12日，美國國務卿蓬佩奧於捷克參議院發表演說，數度提到台灣，對於人在現場並即將訪台的參議院議長，蓬佩奧表示支持，直呼「不錯嘛！」（good on him）。15日，白宮國家安全會議在Twitter表示，很高興看到作為美國堅實夥伴的台灣與捷克互相合作，並彼此分享專業知識。
2020年8月28日，中華民國總統蔡英文宣布放寬門檻開放美國豬肉與牛肉進口台灣，她表示主要是來替台灣做出一個關鍵的決定解決懸宕已久的問題，基於國家經濟利益且符合未來總體戰略目標的決定，經過這幾年的謹慎評估，在保障國民健康的前提下，依據科學證據、國際標準，訂定進口豬肉萊克多巴胺安全容許值，以及放寬30月齡以上的美國牛肉進口。蔡英文並表示，台灣是美國重要且極具關鍵的貿易夥伴，台美企業間也有緊密的合作關係，但因為台灣的相關法規尚未跟國際規範完全接軌，成為台美經濟進一步合作的障礙，如果能在美豬、美牛的議題上跨出關鍵的一步將是台美經濟全方位合作的重要起點。對此，中華民國養豬協會持非常反對的意見，表示「之前都沒討論，今天才知道」，並諷刺「現在從美國來的就都沒有疑慮」。同時，美國副總統彭斯、國務卿蓬佩奧、國務院發言人奥塔格斯、商務部長羅斯、農業部長、國安會以及時任拜登顧問的前副國務卿布林肯則在Twitter發文表示肯定。11月27日，國民黨與民進黨立委在立法院為此議題爆發「丟豬內臟」衝突。12月24日，立法院表決通過相關行政命令與法案。
2020年9月1日，美國國務院亞太助卿史達偉宣布創立美台雙邊「經濟與商業對話」（Economic and Commercial Dialogue），由主管經濟成長、能源與環境的國務次卿克拉奇主持。9月17日，克拉奇率團抵台訪問，是1979年兩國斷交以來訪臺層級最高的國務院官員。此行會見總統蔡英文，以及出席故前總統李登輝的告別禮拜。先前傳出克拉奇將參與經濟與商業對話，但不明原因取消。在柯拉克访台期间，中华人民共和国方面采取了台海军演、共機擾台、否认臺灣海峽中線等一系列军事、政治动作。國防安全研究院《2020中共政軍發展評估報告》形容为「中共今年對台的軍事威嚇是自96年台海飛彈危機以來，威嚇程度最高、時間最長的一次」:79。11月10日，美國國務卿蓬佩奧宣布由克拉奇於20日與台灣展開「經濟繁榮夥伴對話」（Taiwan-US Economic Prosperity Partnership Dialogue），臺灣方面由經濟部政務次長陳正祺赴美與會。
2020年9月16日，中華民國駐紐約辦事處長李光章與美國駐聯合國大使克拉夫特會晤。克拉夫特表示與李光章討論「各種方法，盼能找出最好方式，協助台灣進一步參與聯合國事務。」23日，駐芝加哥辦事處長黃鈞耀應威斯康辛州參議院議長羅斯邀請，出席國務卿蓬佩奧的演說。蓬佩奧指出，北京當局施壓美國各州政府不得承認或與台灣往來，呼籲地方政府別理中國威脅，應該擴大與民主台灣的交流，並言「自由的威斯康辛州人與自由的台灣人站在一起」。
2020年9月17日，美國國務院亞太助卿史達偉在接受參議院質詢時表示，關於台灣主權這個特別的問題在《臺灣關係法》中是未決定（undecided）、是模糊的，美國不會在主權問題上採取立場，這是中國大陸和台灣之間來回爭執的一部分，《台灣關係法》體現在行政部門政策中，是希望通過對話和平解決這一問題，而不是脅迫或使用武力，因此關於台灣的主權問題留待決定，由兩岸來解決；他亦提到美國與台灣的關係是單獨的，不從屬於美中關係，美國將繼續推進與台灣的接觸。
2020年9月20日，中華民國外交部長吳釗燮接受美國全国公共广播电台專訪時表示，台美關係近來大有進展，台灣會持續強化雙邊經濟、貿易、政治與安全關係，但目前不尋求建立全面外交關係。10月6日，立法院無異議通過「台美復交」、「促美軍協防台灣」提案。
2020年11月8日，中華民國總統蔡英文在Twitter發文祝賀美國前副總統拜登與聯邦參議員賀錦麗當選正、副總統。表示「現在輪到我祝賀拜登與賀錦麗當選總統與副總統，雙方依據價值觀建立起的關係再強大不過了，我期待共同努力，增進彼此的友誼，並為國際社會帶來貢獻。」13日，中華民國駐美代表蕭美琴致電拜登的外交政策顧問、前副國務卿布林肯，祝賀拜登與賀錦麗勝選，雙方交談約15分鐘。
2020年11月12日，美國國務卿蓬佩奧接受電台節目修伊特秀（Hugh Hewitt Show）訪問，談論諸多中國、台灣相關議題。主持人詢問蓬佩奧，在中国共产党部分激進派人士主張必要時應武統台灣之際，他是否認為北京該意識到美國對台承諾是跨越黨派。蓬佩奧回應表示，談論這議題用詞正確很重要，台灣非中國一部分，前總統雷根政府為制定對台政策所做的工作也承認（recognize）這件事，過去35年美國兩黨政府皆遵循這些政策；蓬佩奧並指出台灣是民主典範，而中國必須履行其對台灣人民的承諾，只要中國跟台灣仍無法找出解決方案，他就希望這個情況能持續下去。14日，美國國務院發言人進一步闡述，將近40年來，美國政策一直是以1979年《台灣關係法》、「美中三個聯合公報」與1982年雷根向台北提出的「六項保證」為指引。並表示美國長久以來採行一個中國政策，這跟北京的一個中國原則明顯不同，在一中原則下，中國共產黨主張對台灣擁有主權，美國則對台灣的主權不採取立場。
2020年11月20日，《纽约时报》披露美國環保署長惠勒將於12月5日率團訪台3天，報導引述惠勒發言人表示其應邀訪台是就「拯救我們的海洋」倡議、海洋垃圾、空氣品質、孩童健康等議題推展合作。中華民國駐美代表蕭美琴向媒體證實了此訊息。11月25日，美國環保署及中華民國外交部表示惠勒因行程變動確定無法在該年底以前訪台。12月22日，美國環保署長惠勒與中華民國外交部長吳釗燮通話，盼台美關係持續交流。
2020年12月21日，《台灣保證法》納入《2021年綜合撥款法》獲美國參、眾兩院通過。12月27日，由美國總統川普簽署生效。

## 2021年
2021年1月7日，台灣與美國透過視訊舉行「政治軍事對話」（Political and Military Dialogue），其中參與的人員包括美国国务院政治軍事助卿古柏。
2021年1月8日，美國國務院宣布美國駐聯合國大使克拉夫特預定於同月13日訪台，將是1979年美國與中華民國斷交以來首位訪台的現任美國駐聯大使。1月12日，美國國務院宣布為了確保未來8天政權交接程序能順利完成而取消所有官員出訪計畫。1月14日，克拉夫特及國務院亞太局副助卿費特（David Feith）與中華民國總統蔡英文透過視訊進行談話。
2021年1月9日，美國國務院宣布解除台美交往限制的聯繫準則。聲明提到數十年來，國務院制定複雜的內部限制措施，規範美國外交、軍事與其他官員和台灣官員互動，美國政府這項單方面行動的目的在安撫北京共產政權，但「不會再如此」。對於先前以國務卿名義發布的所有關於台灣的聯繫準則，現在行政機構都可視為無效。
2021年1月11日，美國駐荷蘭大使胡克斯特拉在其大使館與中華民國駐荷蘭代表陳欣新會面。14日，美國駐瑞士暨列支敦斯登大使麥可穆倫與中華民國駐瑞士代表黃偉峰會面。
2021年1月20日，中華民國駐美代表蕭美琴獲第59屆美國總統就職典禮聯席委員會邀請，出席美國新任總統拜登及副總統賀錦麗的就職典禮。
2021年2月10日，中華民國駐美代表蕭美琴與美國國務院代理亞太助卿金星容會面。17日，美國駐馬賽總領事葛珞爾（Kristen K. Grauer）與中華民國駐普羅旺斯處長辛繼志會面。
2021年3月2日，美國駐日本代理大使楊舟邀請中華民國駐日代表謝長廷前往大使官邸餐敘。4日，兩人分別在Twitter與Facebook公布消息。
2021年3月10日，美國國務卿布林肯接受國會質詢時承諾會推動台灣參與世界卫生组织（WHO）、邀請台灣出席由美國籌辦的民主峰會，並指出台灣是強健民主政體、科技重鎮，也是一個能對世界作出貢獻的國家，而非只有對自身人民，2019冠狀病毒病就是一個很好的例子。
2021年3月28日，帛琉總統惠恕仁率團搭機抵臺啟動雙邊的「旅遊泡泡」，美國駐帛琉大使倪約翰也隨團抵臺。30日，倪約翰對於美國、臺灣、帛琉之間的合作關係發表談話，並出席中華民國總統蔡英文的晚宴。
2021年3月31日，中華民國駐美代表蕭美琴與美國前國務卿龐培歐在雙橡園會面。
2021年4月2日，臺灣太魯閣號列車發生事故，造成重大傷亡，包括2名美國籍人士罹難，中華民國外交部長吳釗燮致電美國在臺協會臺北辦事處長酈英傑告知相關事宜；美國國務院東亞暨太平洋事務局在Twitter發文表示哀悼，國務院副發言人波特（Jalina Porter）亦表示美國已準備好願提供一切可能的協助。
2021年4月9日，美國國務院公布最新「對臺交往準則」，允許美國官員能夠常態性在聯邦機構接待臺灣官員，也能前往駐美代表處與臺灣官員會晤，以及出席在雙橡園舉辦的活動，但像是中華民國國慶等重要節慶活動則不得參加。同日，中華民國駐巴西代表張崇哲與美國駐巴西大使柴普曼會面。14日，美國前參議員陶德、兩位前副國務卿阿米塔吉、史坦伯格以及國務院台灣協調處長白丹利（Dan Biers）抵臺訪問。
2021年4月16日，美國總統拜登與日本首相菅義偉舉行會談後的《聯合聲明》提及，兩人強調台海和平與穩定的重要性，並鼓勵和平解決兩岸議題，同時也對香港和新疆維吾爾自治區人權狀況深感關切；這是自1969年以來美日兩國領袖的《聯合聲明》首次提到台灣。
2021年4月30日，美國駐法國大使館代理大使阿傑勒（Brian Aggeler）邀請中華民國駐法國代表吳志中到官邸交流，是1979年兩國斷交以來首次。中華人民共和國駐法國大使館5月2日表示堅決反對，批評美國違反一個中國原則，縱容台獨勢力。
2021年5月5日，七大工業國組織在英國倫敦召開外長會議，會後發布的《聯合公報》首次直接提到臺灣，表示「我們支持臺灣有意義參與世界衛生組織活動與世界卫生大会（WHA），國際社群要能從所有夥伴獲利，包括臺灣抗疫成果」、「我們強調臺海和平與穩定的重要性，鼓勵以和平方式解決兩岸問題」。7日，美國國務卿布林肯發表聲明呼籲恢復台灣在WHA的適當地位。
2021年5月21日，中華民國衛生福利部長陳時中與美國衛生暨公共服務部長貝塞拉舉行視訊會議，討論當前的疫情及全球公衛議題。美國表示支持台灣獲取疫苗的能力，肯定台灣對衛生安全的諸多貢獻，並支持台灣以觀察員身分參加世界衛生大會。同日，美國總統拜登與韓國總統文在寅舉行會談後的《聯合聲明》提及，兩人強調維護台海和平穩定的重要性。
2021年6月10日，美國貿易代表戴琪與中華民國行政院政務委員兼經貿談判辦公室總談判代表鄧振中召開視訊會議，戴琪強調美臺貿易與投資重要性，並將重啟《臺美貿易暨投資架構協定》（TIFA）會談。
2021年6月13日，七大工業國組織在英國召開領袖會議，會後發布的《聯合公報》強調台灣海峽和平穩定的重要性，呼籲以和平方式解決兩岸問題。
2021年6月20日，美國捐贈臺灣的250萬劑莫德納疫苗運抵桃園國際機場。
2021年7月20日，中華民國外交部宣布設立「駐立陶宛台灣代表處」，美國國務院東亞暨太平洋事務局在Twitter發文表示，美方歡迎臺灣擴展國際夥伴關係與因應共同挑戰的努力，強調「我們讚賞駐立陶宛台灣代表處的成立」。8月11日，美國國務院發言人普萊斯對於立陶宛與中華人民共和國關係緊張，表示美國與北大西洋公约组织（NATO）盟友立陶宛站在一起，譴責中國報復性作為。在歐洲夥伴與臺灣發展互惠關係、抵抗北京行徑之際，美國給予他們支持。
2021年7月21日，美國副國務卿、日本外務事務次官森健良及韓國外交部第一次官崔鐘建在日本東京舉行會談，會議摘要指出美日韓三方在區域議題時強調維繫台海和平穩定重要性。
2021年7月23日，中華民國駐海地大使古文劍與美國駐聯合國大使出席已故海地總統的葬禮並交換意見。
2021年8月11日，中華民國駐日代表謝長廷與美國駐日本代理大使谷立言會面。
2021年8月17日，美國國家安全顧問蘇利文對於美軍撤出阿富汗造成的混亂局勢，在臺灣傳出「今日阿富汗，明日台灣」的聲音，強調兩者情況不同，美國相信自己對盟友夥伴的承諾神聖不可侵犯（sacrosanct），對台灣或以色列的承諾也一如既往堅實。18日，美國總統拜登指出台灣、南韓和北大西洋公约组织的情況全然不同於阿富汗，美國和這些政治實體建立協議的基礎，並不是因為他們發生內戰，而是因為他們有一個團結的政府，事實上是試圖阻止壞人對他們做壞事，美國做出並信守每一個承諾，美國對北約第五條款做出神聖承諾，若任何人侵略或對北約盟國採取行動，美國將做出回應，對日本、南韓和台灣也一樣。拜登的說法似乎將台灣納入美國明確承諾防衛的國家之列，但拜登政府的高層官員表示，美國「對台政策沒有改變」。
2021年9月11日，英國《金融時報》報導，中華民國國家安全會議秘書長顧立雄與外交部長吳釗燮前往美國马里兰州，與美國副國安顧問芬納舉行「特殊管道會談」（又稱「蒙特瑞會談」）。報導指出美國認真考慮臺灣提出的請求，將「駐美國臺北經濟文化代表處」改名為「駐美國臺灣代表處」。
2021年10月6日，美國國務卿布林肯對於中国人民解放军近期有大批軍機侵擾台灣的防空識別區表達高度關切，「我們強烈敦促北京停止在軍事、外交和經濟上施壓與脅迫台灣。美國對台承諾堅若磐石，並長期貢獻台灣海峽與區域和平穩定，我們會持續與朋友及盟友站在一起，促進共享繁榮、安全與價值，也將持續深化與民主台灣的關係。」美國國家安全顧問蘇利文在瑞士與中共中央外事工作委員會辦公室主任杨洁篪會晤時，亦就中方對台灣等多項議題的行徑提出關切。
2021年10月初，中華民國陸軍司令徐衍璞上將率領小型訪團赴美訪問。
2021年10月12日，中華民國駐美代表蕭美琴與美國國務院亞太助卿康達會面。13日，蕭美琴與美國國務院經濟成長、能源與環境國務次卿費南德茲會面。
2021年10月21日，美國總統拜登參加有线电视新闻网（CNN）舉辦的「市民大会」節目時，對於民眾提問是否會誓言保衛台灣？拜登立刻回答「會的，會的」，CNN主持人追問「所以您的意思是，一旦中國發動攻擊，美國會防衛台灣？」拜登明確回答「沒錯，我們（對台灣）有承諾。」但白宮官員在節目後表示，總統在有關中國與台灣的言論中「並未宣佈我們的政策有任何變化，我們的政策也沒有變化。」同時亦強調「美國與台灣之間的防務關係是由《台灣關係法》所指導，我們會堅持在該法之下所做的承諾、繼續支持台灣的自我防衛，但也依然反對任何單方面試圖改變現狀的做法。」11月1日，美國國務卿布林肯接受CNN節目訪問時，被問到是否能證實拜登的說法，布林肯則不斷重複回應「會依據《臺灣關係法》，確保台灣有能力自我防衛」，並未明確表態是否會出兵防衛台灣。
2021年10月21日，在《聯合國大會第2758號決議》50週年前夕，美國國務院東亞暨太平洋事務局副助理國務卿華自強（Rick Waters）批評中國誤用該項決議，施壓聯合國阻止台灣參與，並呼籲聯合國會員國應加入美國行列，支持台灣有意義參與聯合國。
2021年10月22日，美國在台協會和駐美國臺北經濟文化代表處召集雙方高階外交官進行線上論壇，就台灣參與聯合國、世界衛生組職以及《联合国气候变化框架公约》進行商談，與會者包括中華民國外交部主任秘書徐儷文、駐美國臺北經濟文化代表處副代表王良玉、美國國務院國際組織局代理首席副助卿袁裕豪、副助卿納瑞莎·庫克（Nerissa Cook）及珍·李（Jane Rhee）、亞太局中國蒙古暨台灣協調事務副助卿華自強（Rick Waters）、美國在台協會駐台北副處長柯傑民（Jeremy Cornforth）。
2021年10月26日，美國國務卿布林肯透過聲明支持台灣參與聯合國體系，並鼓勵所有聯合國會員國支持台灣有意義參與聯合國體系及國際組織。
2021年10月27日，美國總統拜登參加东南亚国家联盟線上峰會，在中華人民共和國國務院總理李克强面前，表示美國對台灣有「堅若磐石的承諾」，「我們對於中國的脅迫行為深表關切...這些行為威脅區域和平與穩定。」
2021年10月28日，CNN以頭條新聞報導中華民國總統蔡英文的獨家專訪，蔡英文首次證實確實有基於訓練目的美軍在台灣，並表示如果台灣受到中國攻擊，美國與其他民主國家會伸出援手，這是「鑑於我們與美國的長期關係」。
2021年11月2日，中華民國國防部長邱國正首度證實，有40名海軍陸戰隊前往關島，與美军一起訓練兩棲登陸與城鎮戰，還會共用美軍現役裝備。邱國正並表示「我們跟美方之間有很多交流合作，這行之有年了，所以有一些這個層級互動，也是當中交流的一環。」
2021年11月4日，美國國務院發言人普萊斯表示，美國始終堅持自己的「一個中國」政策，也就是「六項保證」、三個《聯合公報》和《台灣關係法》為指導的一中政策，並指出是不同於中國版本的一中政策。
2021年11月16日，美國總統拜登與中華人民共和國主席习近平舉行視訊會面，拜登強調以《台灣關係法》、美中三個《聯合公報》與「六項保證」為指導方針的一中政策，並堅決反對片面改變現狀或破壞台灣海峽和平穩定的行為。會後記者提問在會談中對台灣議題的進展時，拜登表示：「我們非常明確表達支持台灣法案（應是指《台灣關係法》），就是這樣。它是獨立的，由它自己做決定。」不久後拜登補充道，並未改變美國對台政策，也不會改變，「我是說他們必須決定，他們是指台灣而不是我們。我們不鼓勵獨立，但鼓勵他們完全按照《台灣關係法》的要求去做。這是我們正在做的，讓他們自己決定。」中華民國外交部表示，感謝拜登向習近平當面傳達美國對台政策不變，以及呼應蔡英文主張維持現狀、全力防止現狀被片面改變，並支持台灣海峽的和平與穩定。中華民國總統府亦表示，台灣的一貫立場為「遇到壓力不屈服、得到支持不冒進」，將全力阻止現狀被片面改變。
2021年11月25日，美国聯邦众议院退伍军人事务委员会主席高野率领另外四名跨党派的众议员抵达台湾訪問。26日，總統蔡英文在接見訪問團時，宣布從2022年1月開始，國軍退除役官兵輔導委員將派員常駐華盛頓。
2021年11月，美國國務院西半球事務局助理國務卿尼可斯在宏都拉斯總統選舉前訪問該國並會見總統候選人卡蕬楚。美國國務院官員表示「我們對洪都拉斯所有的重要行為人都明確表示了，我們認為洪都拉斯與台灣關係是如此重要的理由，我們想看到這關係持續。我們對主要候選人都直接表示了這點。」
2021年12月7日，中華民國經濟部長王美花與美國商務部長雷蒙多舉行視訊會談，宣布共同建立台美「科技貿易暨投資合作架構」，以促進台美雙邊貿易、投資擴展與產業合作，達成半导体、5G、電動車等關鍵供应链多元化目標。
2021年12月10日，尼加拉瓜與中華民國斷交，美國白宮發言人莎琪表示，尼加拉瓜終止與台灣的關係，是剝奪人民擁有可靠的民主夥伴。台灣是民主國家志同道合的夥伴，並呼籲所有關心法治與想要促進繁榮的國家，都應該擴大與台灣的關係；美國國務院發言人普萊斯也發出聲明，指出尼加拉瓜的總統選舉是場「騙局」，因此並未授權總統讓尼加拉瓜離開美洲民主國家的大家庭，與台灣斷交使該國人民在其民主經濟成長中，喪失一個堅定夥伴。

## 2022年
2022年1月28日，中華民國副總統賴清德出席宏都拉斯總統卡蕬楚就職典禮，與美國副總統賀錦麗寒暄致意。2月4日，美国国务院西半球事務局助理國務卿尼可斯在眾議院外交委員會的聽證會表示，副總統賀錦麗有向卡蕬楚提及邦交的議題，卡蕬楚表明有意繼續與台灣維持關係，尼可斯進一步表示，美國與台灣在西半球的8個邦交國對話時，都會談到與台灣維持關係的好處。
2022年2月11日，美國國務卿布林肯與日本外務大臣林芳正進行會談，雙方重申共識「台灣海峽的和平與安定是重要的」。12日，布林肯與澳洲外交部長佩恩進行會談，亦重申台海和平穩定的重要性。
2022年3月1日，美國前參謀首長聯席會議主席穆倫率團訪臺，同行人員包括前國防部政策次長傅洛依、前白宮副國安顧問歐蘇莉文、前白宮國安會亞洲事務資深主任葛林及前白宮國安會亞洲事務資深主任麥艾文（Evan S. Medeiros）。3月2日，美國前國務卿蓬佩奧訪台，同行人員包括前國務院首席中國政策和規劃顧問余茂春，期間蓬佩奧獲總統蔡英文頒贈特種大綬景星勳章。
2022年3月10日，美國國防部戰略、計畫與軍事能力助理部長卡爾林在參議院外交委員會的聽證會上表示，若中國選擇透過攻擊來侵犯台灣主權，上月24日至今英勇抵抗俄羅斯軍隊入侵的烏克蘭即是台灣屆時自我防衛的典範，呼籲台灣以烏克蘭為鑑，盡己所能建構不對稱戰力、讓人民做好作戰準備，使中國挾強大武力進犯時「盡可能滿頭包」；國務院政治軍事事務助理國務卿路易斯（Jessica Lewis）則表示，美方並不樂見衝突發生，但台灣需優先考慮短程防空、海軍水雷、海岸防禦和巡航导弹，美台之間也對何謂非對稱系統漸有共識。路易斯亦提醒台灣也需借鏡烏克蘭後備軍制度改革。
2022年3月11日，美国总统拜登签署《2022年度财政支出法》，法案内容規定禁止美国行政部门制作、采购或展示任何不正确标示台湾领土的地图。
2022年3月18日，美國總統拜登與中華人民共和國主席習近平舉行視訊對話，習近平要求美國確實遵守一中原則，不要對台獨勢力發出錯誤信號，以避免中美关系出現衝突；拜登則回應支持《臺灣關係法》、美中三個《聯合公報》與「六項保證」為原則的一中政策，也對北京挑釁台海和平一事表達關切，重申不支持片面改變現狀。
2022年3月29日，美國參議院通過《2022年美國競爭法》（America COMPETES Act of 2022），法案囊括多項友台條文，促進美台軍事、文化與外交等多方往來，包括支持定期軍售、允許台灣人員在美展示國旗、成立美台文化交流基金會等。
2022年4月6日，美國財政部長在聯邦眾議院金融服務委員會的聽證會上表示，一旦中國對台灣採取侵略行動，美國將準備運用所有制裁工具來對中國實施制裁，就如同美國與盟友如今針對俄羅斯入侵烏克蘭發動制裁一樣。中國不應懷疑美國動用制裁工具的決心。
2022年4月14日，美國聯邦參議院預算委員會共和黨首席議員率領參議院外交委員會主席等6名參眾議員訪臺，並會見總統蔡英文、國防部長邱國正。
2022年4月28日，美國眾議院通過法案指示國務卿制定策略協助台灣重新獲得世界卫生大会（WHA）观察员身份，且因參議院已於2021年8月一致同意通過，遂送交美國總統拜登待簽署生效。5月13日，拜登签署《要求国务卿制定战略使台湾重获世界卫生组织观察员地位法》。
2022年5月5日，美国国务院网站更新修改了“美台关系事实清单”，其中先前版本关于“承认台湾是中国一部分”、“美国不支持台湾独立”等表述被删除。28日，再度修改內容，重新放回「不支持台灣獨立」的表述，另提到「我們將維持能力，對抗任何想要透過武力或其他手段，危及台灣安全、社會與經濟體系的行為。」
2022年5月12日，七大工業國組織在德國召開外長會議，會後發布的《聯合公報》強調台海和平穩定的重要性，鼓勵和平解決兩岸爭端，並支持台灣有意義參與世界衛生大會（WHA）及世界衛生組織（WHO）的技術會議。18日，美國國務卿布林肯發表「台灣以觀察員身分參與世界衛生大會」聲明，強烈敦促世界衛生組織邀請台灣參與第75屆大會。
2022年5月21日，美國總統拜登與韓國總統尹錫悅舉行會談後的《聯合聲明》提及，兩人重申維持台海和平穩定的重要性，是印太區域安全與繁榮的基本要素。
2022年5月22日，美國國家安全顧問蘇利文表示，台灣將不會成為「印太經濟架構」（IPEF）首輪參與國家，但強調期盼深化與台灣的經貿夥伴關係，以及美台雙邊關係的強化將與IPEF同時並進。對此，中華民國外交部表示遺憾，但未來仍會積極爭取參與。
2022年5月23日，美國總統拜登表示，若北京當局對台發動武力侵略，美國將會動用武力軍事防衛台灣。拜登也重申美國仍舊支持「一個中國」方針，但並不表示中國有權以武力恫嚇或奪取台灣。白宮官員則強調「對台政策並未改變。」
2022年6月1日，行政院政務委員兼經貿談判代表辦公室總談判代表鄧振中與美國副貿易代表比安奇召開視訊會議，宣布啟動「台美21世紀貿易倡議」，根據倡議內容，台美將啟動貿易談判，以便在未來能夠獲得高標準、具有經濟利益的貿易協議。倡議的首次會議在6月底於華盛頓舉行。8月18日，雙方同意正式啟動台美貿易協商談判。
2022年6月28日，七大工業國組織在德國召開領袖會議，會後發布的《聯合公報》強調台灣海峽和平穩定的重要性，呼籲以和平方式解決兩岸問題。

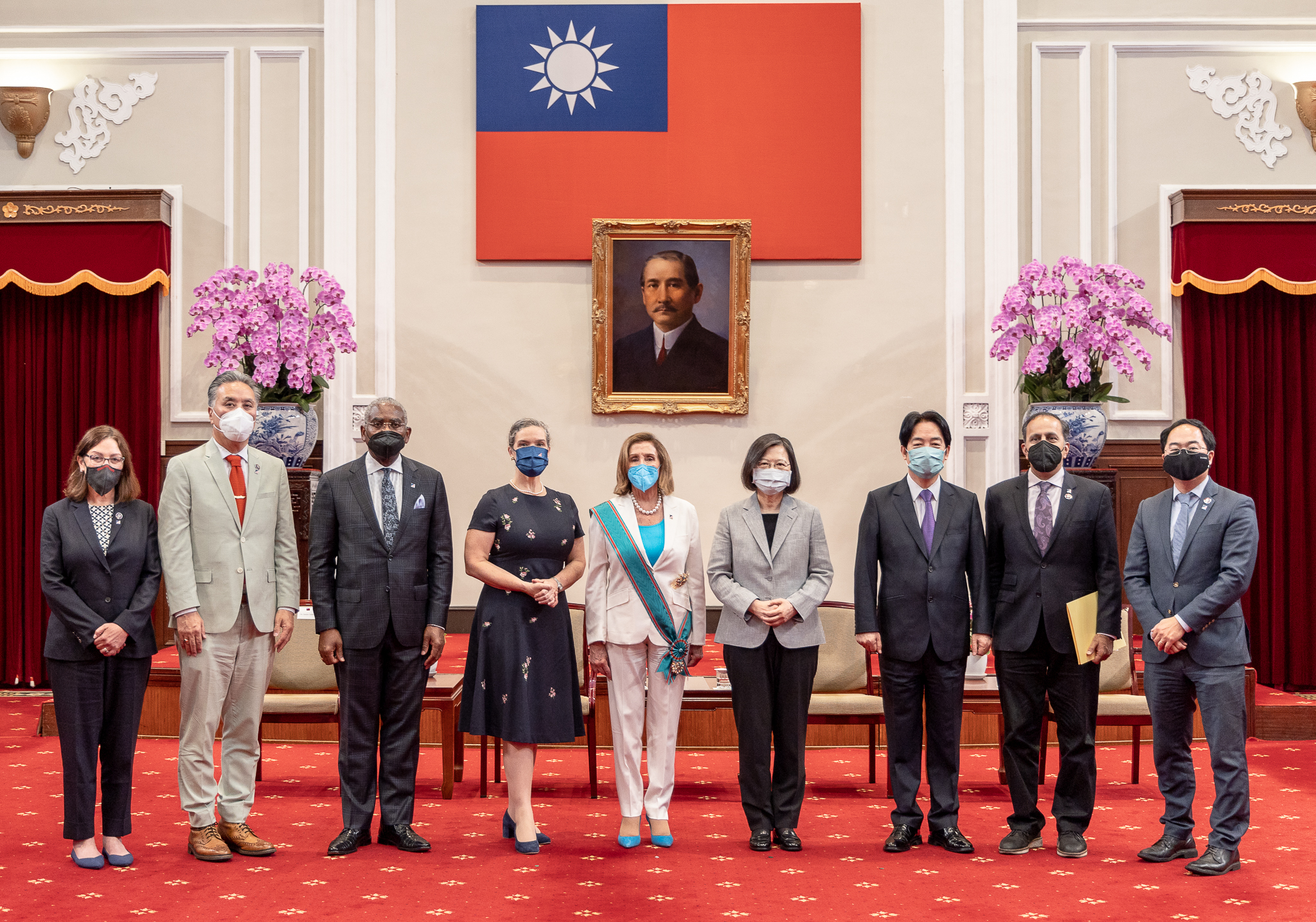
中華民國總統蔡英文（中右）頒贈美國聯邦眾議院議長裴洛西（中）一等特種大綬卿雲勳章。

2022年8月2日，美國聯邦眾議院議長裴洛西訪問臺灣，是繼1997年4月眾議院議長之後，訪台的美國最高層級政治人物。兩人的到訪皆造成臺美中之間的政治風波，但裴洛西造成的影響遠甚金瑞契。
2022年8月3日，七大工業國組織外長與針對裴洛西訪台的兩岸局勢發表聯合聲明，重申該組織維護台海和平穩定的立場，呼籲中國勿以武力片面改變現狀，同時提到各成員國的「一中政策」與「對台立場」沒有改變，並鼓勵各方保持暢通的溝通管道以防誤解發生。
2022年8月21日，印第安納州州長、8月30日，亞利桑那州州長杜希率團訪問台灣。
2022年9月14日，美國聯邦參議院外交委員會通過《台灣政策法》，若最後參眾兩院全院通過並經總統拜登簽署，將是自1979年的《台灣關係法》以來，美國最全面性重整對台政策的法案。
2022年9月18日，美國總統拜登接受哥倫比亞廣播公司（CBS）「60分鐘」節目訪問時表示「中美兩國在很久以前，簽署一份協議，那就是『一中政策』，並且讓台灣對獨立一事，進行自我判斷。但美方對台灣獨立，不會有所行動，也不鼓勵。」主持人問「美方是否會協防台灣？」拜登回答「會，如果事實上發生了前所未有攻擊的話。」主持人再追問「所以你的意思是，若中國武力犯台，跟烏克蘭遭到俄羅斯入侵的狀況不同，美軍、美國男人與女人，都會保衛台灣？」拜登再回答「會」。但節目中也提到白宮官員強調，美國對台政策並沒有改變。這已是拜登就任總統以來第四度公开表态願意防卫台湾。19日，《华尔街日报》刊登美國海軍第七艦隊司令湯瑪斯的專訪，湯瑪斯表示中國海軍規模龐大，已具備封鎖台灣的能力，但中國若企圖那麼做，國際社會可能介入，而他的任務是為那樣的情況做好準備，希望中國以和平方式解決兩岸分歧。21日，拜登在联合国大会演說表示，美國致力維持台海和平穩定，並重申一個中國政策，反對任何一方片面改變現狀，美國不尋求與中國對抗或冷戰，將會繼續以和平方式解決衝突。這是自1971年以來，美國總統首次在聯合國大會上提到台海局勢。
2022年9月28日，由美國主導以及台灣、日本與韓國加入的「Chip 4」（晶片四方聯盟），召開首場預備會議。
2022年11月14日，美國總統拜登與中華人民共和國主席習近平在印尼峇厘岛舉行峰會，對於最敏感的台灣問題，拜登表示儘管中國近來頻頻在台海展示軍力，但並不認為中國有「立即入侵台灣」的意圖，也重申美國的台灣政策、「一個中國」政策並未改變，美國反對任何一方片面改變台海現狀，並將致力於維護台海的和平與穩定；習近平則強調台灣問題「是中國核心利益中的核心，是中美關係政治基礎中的基礎，是中美關係第一條不可逾越的紅線。解決台灣問題是中國人自己的事，是中國的內政。」
2022年12月6日，台積電宣布亞利桑納州晶圓廠開始興建第二期工程，生產3納米制程技術，兩期工程總投資金額約400億美元，將是亞利桑納州史上規模最大的外國直接投資案，也是美國史上規模最大的外國直接投資案之一。兩座晶圓廠將提供約4.4萬個工作機會，每年可生產60萬片晶圓，終端產品市場價值超過400億美元。7日（臺灣時間），舉行「首批機台設備到廠」（First tool-in）典禮，美國總統拜登與台積電董事長劉德音、總裁魏哲家等人出席。同日，愛達荷州州長李睿德率團訪台，亦觸及科技業的產業交流。
2022年12月，美國聯邦眾、參議院分別於8日與15日表決通過《2023財政年度國防授權法》，其中授權5年內提供台灣100億美元軍援與協助解決美國對台灣的軍售延宕問題，並呼籲美台聯合軍演、邀請台灣參加2024年環太平洋軍事演習。23日，美國總統拜登簽署法案。

## 2023年
2023年1月31日，中華民國立法院長游錫堃前往美國華盛頓特區，出席國際宗教自由峰會（International Religious Freedom Summit）與國家祈禱早餐會。
2023年2月16日，由美國主導以及台灣、日本與韓國加入的晶片四方聯盟舉行首次正式會議的「美國—东亚半导体供应链韌性工作小組」資深官員視訊會議。
2023年2月17日，美國聯邦眾議院美國與中國共產黨戰略競爭特別委員會主席訪問台灣。同日，外傳美国国防部中國事務副助理部長蔡斯抵達台灣，但美國與中華民國國防部皆拒絕評論。
2023年2月21日，中華民國外交部長吳釗燮與國家安全會議秘書長顧立雄前往美國在台協會（AIT）華盛頓總部，與美國副國家安全顧問費納以及副國務卿就臺美之間的國安議題舉行「特殊管道」外交對話。
2023年3月27日，美屬維京群島總督布萊恩抵臺訪問。
2023年3月28日，美國國防部長表示，將利用通過「總統撥款權（Presidential Drawdown Authority）」向台灣提供武器，與拜登政府對烏克蘭軍援的機制相同。政府還將提出資金申請，以補足根據總統撥款權送至台灣的武器系統。
2023年3月29日，中華民國總統蔡英文啟程「民主夥伴共榮之旅」，除前往邦交國瓜地馬拉、貝里斯，往返並過境美國纽约、洛杉矶。4月5日，蔡英文與美國聯邦眾議院議長麥卡錫在美國加州里根总统图书馆舉行會晤，是1979年兩國斷交以來，中華民國總統過（入）境美國會晤的最高層級政治人物。
2023年4月6日，美國聯邦眾議院外交委員會主席率團抵臺訪問。
2023年4月12日，美國與菲律賓在華盛頓特區舉行外交暨国防部长2+2對話，會後發表《聯合聲明》，重申維護臺海和平穩定的重要性，是全球安全與繁榮不可或缺的要素。
2023年4月18日，七大工業國組織在日本召開外長會議，會後發布的《聯合公報》表示「我們重申台灣海峽和平穩定是國際社會安全與繁榮不可或缺的重要因素，敦促兩岸問題和平解決。G7成員在台灣問題上的基本立場（包括所表明的一个中国政策）並未改變。」對於台灣參與國際組織，則強調「我們支持台灣有意義地參與國際組織，包括世界卫生大会（WHA）和世界卫生组织（WHO）技術會議，國際社會應從所有夥伴的經驗中受益。」「如果國家性質並非必要條件，則做為正式成員參加；若國籍為必要條件，則以觀察員或來賓身分參與。」
2023年4月20日，美國總統拜登與法國總統馬克宏進行通話，雙方在通話後的各自聲明中有關臺灣問題說法不一。白宮在聲明中表示「雙方重申了維護臺海和平穩定的重要性」，而爱丽舍宫在聲明中沒有直接提及「臺灣」，只表示雙方同意「在印太地區維護包括（支援）航行自由在內的国际法」；拜登另與歐盟執委會主席通話，重申維護臺灣海峽兩岸和平與穩定的重要性。
2023年4月24日，美國維吉尼亞州長楊京、4月26日，前國家安全顧問波頓相繼抵臺訪問。
2023年4月26日，美國總統拜登與韓國總統尹锡悦在白宮會面，會後發表《聯合聲明》，重申維護臺海和平穩定的重要性，臺海和平穩定是促進區域安全與繁榮不可或缺的要素，兩人也強烈反對任何片面改變印太地區現狀的企圖；5月1日，美國總統拜登與菲律賓總統在白宮會面，會後發表《聯合聲明》，其中亦表示台海安全問題「是全球安全繁榮不可或缺的要素」。
2023年5月5日，馬英九文教基金會行政總裁蕭旭岑發表聲明，對於美國聯邦眾議院外交委員會主席麥克考在《日经亚洲评论》專訪中，指馬英九訪問中國的主要目的是與北京討論「傀儡人選」，是完全錯誤且不符事實，要求麥考爾正式澄清並道歉。中國國民黨發言人林家興則表示，相信美國對臺灣總統大選能保持理性客觀的立場。
2023年5月9日，美國國務卿布林肯發表「台灣以觀察員身分參與WHA」聲明，強力鼓勵WHO邀請台灣以觀察員身分參與第76屆大會，讓台灣在會中與各國分享其專業能力。
2023年5月16日，美国众议院外交委员会通过《台湾国际团结法》（Taiwan International Solidarity Act），中華民國外交部17日表示，这项法案的宗旨在于反制中国试图透过扭曲《聯合國大會第2758號決議》阻碍台湾参与国际组织。7月25日，眾議院全院以口头表决方式無異議通過，該法案要求修訂《2019年台灣友邦國際保護及加強倡議法》，簡稱《臺北法》，主張《聯合國大會第2758號決議》沒有涉及台灣，並強調反對任何在沒有台灣人民同意下，試圖改變台灣地位的倡議。此法案接下來將送交參議院全院審議。
2023年5月16日，美國政府動用「總統撥款權」向台灣提供5億美元的軍事援助。24日，首批援台FIM-92肩射式剌針防空飛彈抵達台灣。
2023年5月18日，美國在台協會、澳洲辦事處、英國在台辦事處、加拿大駐台北貿易辦事處、捷克經濟文化辦事處、德國在台協會、日本台灣交流協會、立陶宛貿易代表處發佈聯合新聞稿，支持台灣有意義地參與WHO，並以觀察員身分參與WHA。
2023年5月19日，「台美21世紀貿易倡議」已就12項議題中的貿易便捷化、良好法制作業（Good Regulatory Practices）、服務業國內規章（Services Domestic Regulation）、反貪腐、中小企業等5項議題完成談判，並完成中英文法律約本。6月1日，簽署首批協定，是自1979年兩國斷交後簽署結構最完整的貿易協定。目標在年底前完成所有議題的談判。
2023年5月20日，七大工業國組織在日本召開領袖會議，會後發布的《聯合公報》重申台海和平穩定是國際社會安全與繁榮不可或缺的一部分，敦促和平解決兩岸議題並堅決反對以武力及脅迫手段片面改變現狀。
2023年5月23日，美國衛生暨公共服務部長貝塞拉在WHA表示「我們已攜手面對威脅並達成遠大目標，我們還能再做一次，而『我們』包括具建設性且能扮演角色的利益相關者，美國持續強力支持台灣有意義地參與WHA，以及更廣泛的世衛工作。」
2023年6月8日，美国参议院外交委员会通過《台湾保护与国家韧性法》（Taiwan Protection and National Resiliency Act），要求美國聯邦政府为中国可能入侵台湾的行动制定应对方案。此法案接下来将送交参议院全院审议。
2023年6月19日，美國國務卿布林肯表示，美國不支持台灣獨立，但「我們仍反對任何一方片面改變現狀，我們繼續期待和平解決兩岸分歧，我們也將持續致力履行《臺灣關係法》明定的責任，包括確保台灣擁有自我防衛能力。」
2023年6月27日，美國眾議院軍事委員會主席羅傑斯率團抵台訪問。
2023年7月16日，美國播出前總統川普的專訪，主持人問如果台灣必須要跟中國有軍事衝突，美國是否會保衛台灣？川普回應，如果他是總統，他不會這麼說，回答這個問題將會使他處於一個非常劣勢的談判位置。之後川普突然指責台灣拿走美國全部的半導體工作，以前美國都製造自己的晶片，但現在台灣製造了90%的晶片。川普再回應，如果中國拿下台灣，確實可能改變世界，但他強調是「有可能」，隨即又再次強調，大家要記得，台灣很聰明，他們搶走了我們的生意，美國早該阻止台灣，向台灣徵收关税，並對他們建立起貿易壁壘。
2023年7月28日，美国宣布向台湾提供3.45亿美元的军事援助。
2023年8月7日，美國總統拜登簽署由國會通過的《美台21世紀貿易倡議首批協定實施法案》（US-Taiwan Initiative on 21st-Century Trade First Agreement Implementation Act）。
2023年8月12日，中華民國副總統賴清德啟程訪問邦交國巴拉圭，往返並過境美國紐約、旧金山。中国人民解放军在賴清德結束訪問後舉行軍事演習，美國對其事件發表回應。
2023年8月30日，美國政府首度依外國軍事融資計劃，批准1筆價值達8,000萬美元的對台軍備援助。

## 2024年
2024年1月9日，中華民國駐美代表俞大㵢與美國聯邦眾議院議長約翰遜在美國眾議院會面。
2024年1月13日，民主進步黨候選人賴清德當選中華民國總統後，美國總統拜登僅表示「美國不支持台灣獨立」。國務卿布林肯以及聯邦眾議院議長、榮譽議長裴洛西、聯邦參議院外交委員會主席卡登、聯邦眾議院外交委員會主席、聯邦眾議院美國與中國共產黨戰略競爭特別委員會（美中戰略競爭委員會）主席等國會議員則發表祝賀聲明。
2024年2月22日，美國聯邦眾議院美中戰略競爭委員會主席加拉格爾訪問台灣，並會見總統蔡英文、副總統賴清德與副總統當選人蕭美琴、立法院長韓國瑜。
2024年3月8日，美國總統拜登首度於国情咨文演說中提及台海安全，重申美方一貫立場，表示正在維護台灣海峽的和平與穩定。
2024年3月13日，美國陸軍特種部隊被曝常駐台灣，並參與台灣的訓練行動。中華民國國防部長邱國正14日受訪時未否認，僅強調這是交流的範疇。但在21日，美國與台灣軍方皆正式否認。
2024年4月3日，臺灣東部發生大地震，美國白宮聲明表示「我們正在關注台灣地震的報導，並繼續留意其對日本的潛在影響。美國隨時準備提供任何必要的援助，並為所有受影響的人祈禱。」
2024年4月8日，美國國家安全顧問蘇利文接受日本NHK訪問時表示，美國的方針就是確保「台灣有事」永遠不會發生。並強調美國一直依循「一个中国政策」、三個《聯合公報》、《臺灣關係法》、「六項保證」等原則，因此能夠有效因應兩岸關係問題。
2024年4月10日，美國總統拜登與日本首相岸田文雄舉行峰會，會後發表聲明重申台海和平穩定的重要性，並在事實中提及台灣對於太平洋岛国發展的貢獻。11日，拜登、岸田文雄、菲律賓總統舉行三方峰會，會後的聲明再次強調台海和平與穩定至關重要，是全球安全與繁榮不可或缺的要素。
2024年4月17日，七大工業國組織在義大利召開外長會議，會後發布的《共同聲明》表示，台海和平穩定對國際社會的安全與繁榮不可或缺，呼籲兩岸議題必須用和平方式解決。G7成員支持台灣以觀察員、或來賓的身分，有意義參與非以國家身分為前提的國際組織，包括世界卫生大会（WHA）、世界卫生组织（WHO）技術會議。聲明指出，G7成員對台灣的基本立場沒有改變，包括現行的一中政策。美國國務卿布林肯另表示，G7成員在台海、南海、朝鮮半島和平與穩定的立場一致，也團結對抗中國不公平、非市場性的行為。
2024年4月20日、美國聯邦眾議院投票通过一项价值950亿美元的对外援助法案，其中向台灣和區域盟友提供20億美元的軍事融資經費、19億美元用以支援台灣和區域夥伴國防物資及服務。23日，参议院亦投票通過。25日，美國總統拜登簽署法案。
2024年5月14日，路透社報導美國海軍和中華民國海軍4月在西太平洋举行联合演习，但美台官方皆未公开相关消息。
2024年5月20日，美國國務卿布林肯於美東時間19日讚揚總統蔡英文過去8年強化美台關係。並再次向總統當選人賴清德表達祝賀，期待華盛頓與台北深化關係，維護台灣海峽兩岸的和平與穩定。

## 對臺軍售與美軍動態
蔡英文時期的美國對臺灣軍售與美國海、空軍在臺灣周邊動態。